# New York Knicks
Los New York Knickerbockers, más conocidos popularmente como New York Knicks (en español, Knicks de Nueva York), son un equipo profesional de baloncesto de los Estados Unidos con sede en la ciudad de Nueva York. Compiten en la División Atlántico de la Conferencia Este de la National Basketball Association (NBA) y disputan sus partidos como locales en el Madison Square Garden, ubicado en el distrito ("borough" en inglés) de Manhattan.
Es uno de los miembros fundadores de la BAA en 1946, y son, junto con los Boston Celtics, uno de los dos únicos equipos originales de la NBA que todavía permanecen en la misma ciudad de su fundación.
De acuerdo con la revista Forbes, los New York Knicks son el tercer club deportivo más valioso del mundo y el primero de la NBA con un valor estimado de 4.600 millones de dólares.

## Pabellones
- Madison Square Garden III (1946-1968)
- Madison Square Garden IV (1968-presente)

## Historia

### 1946-1959: Fundación y primeros años
Los orígenes del equipo se remontan al 6 de junio de 1946, cuando se le adjudica al Madison Square Garden una franquicia de la recientemente creada BAA, la nueva liga de baloncesto profesional en los Estados Unidos. El legendario Ned Irish, que acabaría formando parte del Basketball Hall of Fame, fue uno de los fundadores del equipo.
El nombre de Knickerbockers hace referencia a los pantalones que llevaban los primeros colonos neerlandeses de la ciudad, una especie de bombachos enrollados justo por encima de las rodillas, que eran conocidos como "knickerbockers" o "knickers". El símbolo más popular de la ciudad a finales del siglo XIX y comienzos del XX era el denominado "Father Knickerbocker", que llevaba una peluca de algodón, un sombrero de tres puntas, zapatos con hebilla, y, por supuesto, los mencionados pantalones.
El primer partido de los Knicks (y de la BAA) fue disputado el 1 de noviembre de 1946 contra Toronto Huskies en el Maple Leaf Gardens, donde los Knicks ganaron 68-66. Alcanzaron por vez primera las Finales de la NBA en 1951, en una temporada marcada también por la incorporación de uno de los primeros afroamericanos de la liga, Nathaniel "Sweetwater" Clifton, a pesar de acabar en tercera posición de la División Este con un pobre balance de 36 victorias y 30 derrotas. Los Knicks batieron a Boston Celtics y a Syracuse Nationals en las rondas previas, plantándose ante Rochester Royals en la final. Los Royals ganaron los 3 primeros partidos, pero los Knicks le dieron la vuelta a la eliminatoria, empatando la serie a 3. En el séptimo y definitivo partido llegaron con el marcador empatado a 75 a falta de 40 segundos cuando Bob Davies, de los Royals, anotó dos tiros libres. Las normas en aquella época decían que en los tres últimos minutos del partido, después de un tiro libre anotado se continuaría el juego con un salto entre dos. Los Royals controlaron el balón anotando sobre la bocina para dejar el marcador en 79-75.
Llegaron a las finales en dos años consecutivos más. Era la época de jugadores como Carl Braun, el gran reboteador Harry "the Horse" Gallatin, que estableció un récord de la franquicia al capturar 33 rebotes en un partido (igualado por Willis Reed en 1971) y el base Dick McGuire, que lideró al equipo en asistencias durante 6 años consecutivos. En el resto de los años 1950, los Knicks tendrían decentes, si no grandes equipos y alcanzarían los playoffs en 1955, 1956 (perdieron en un playoff jugado a un solo partido con Syracuse Nationals), y 1959.

### 1960-1969: Años difíciles

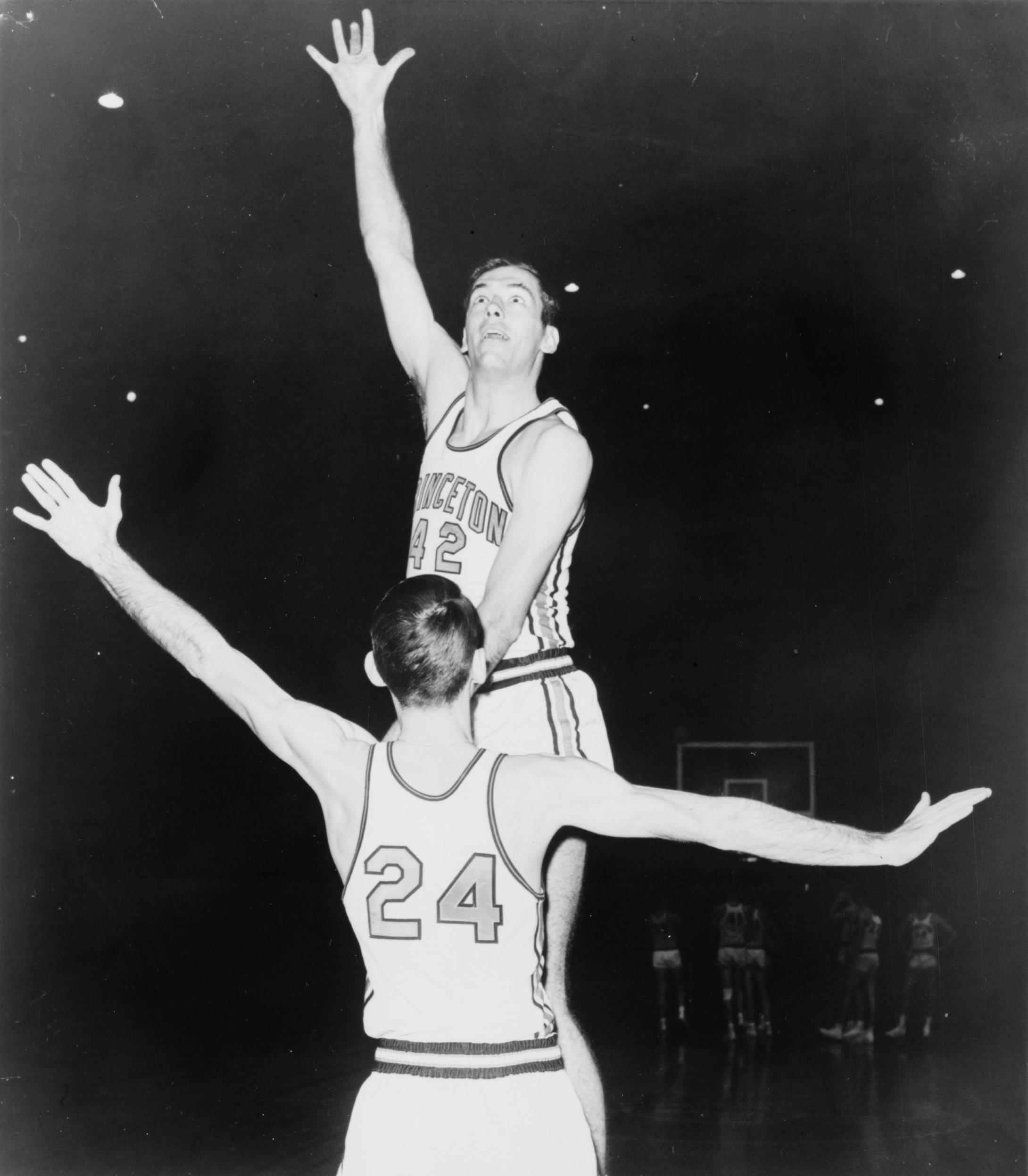
Bill Bradley, uno de los grandes de la historia de la franquicia.

Desde 1960 hasta 1966, los Knicks tuvieron una época difícil, terminando últimos en el Este cada uno de estos años. Algunas de las más grandes derrotas en su historia ocurrieron durante este tiempo. El 15 de noviembre de 1960, la estrella de los Lakers, Elgin Baylor les endosó 72 puntos, y un mes y medio después, el día de Navidad cayeron frente a Syracuse Nationals por 162-100, la peor derrota de su historia.
En la temporada 1961-62 el equipo volvió a fallar, consiguiendo tan solo 29 victorias por 51 derrotas. A pesar de ello, Richie Guerin acabó el año con 29,5 puntos por partido, una marca que sería récord de la franquicia durante 23 años, hasta que fue batida por Bernard King en 1984-85. El total de puntos de Guerin fue de 2.303, otro récord que sobreviviría aún más, durante 30 años, hasta que fue batido por Pat Ewing en 1989-90. Esa temporada se dio otro resultado memorable ocurrió el 3 de marzo de 1962, cuando Wilt Chamberlain fijó el récord de 100 puntos anotados por un jugador en un partido, y los Warriors ganaron el choque 169-147. A pesar de todo ello, los Knicks enviaron ese año a tres de sus jugadores para disputar el All-Star Game de la NBA 1962, el propio Guerin, Willie Naulls y Johnny Green.
Pasado un tiempo de la mala época, se empezaron a ver signos de recuperación. En 1964, los Knicks eligieron a Willis Reed en el draft, quien se convertiría en el mejor novato del año en la temporada 1964-65. En 1965 les fue dada por la NBA una opción extra de primera ronda en el draft por tener el peor récord de la División Este (al igual que San Francisco Warriors, que tenía el peor récord de la liga en el oeste) y aprovecharon la oportunidad para seleccionar a Bill Bradley y Dave Stallworth. En 1967, apenas después de haber alcanzado los playoffs por primera vez desde 1959, Red Holzman fue contratado con entrenador. Con Holzman a la cabeza, y jóvenes jugadores como Bill Bradley y Walt "Clyde" Frazier, los Knicks volvieron a ser un equipo competitivo en los playoffs de 1968. En la siguiente temporada, adquirieron a Dave DeBusschere, procedente de Detroit Pistons, y finalizaron con un récord de 55-27. En el siguiente playoff, el equipo pasó la primera ronda por primera vez desde 1953, eliminando a Baltimore Bullets en tres partidos, para perder con Boston Celtics en las finales de conferencia.

### 1970-1974: Llegan los títulos

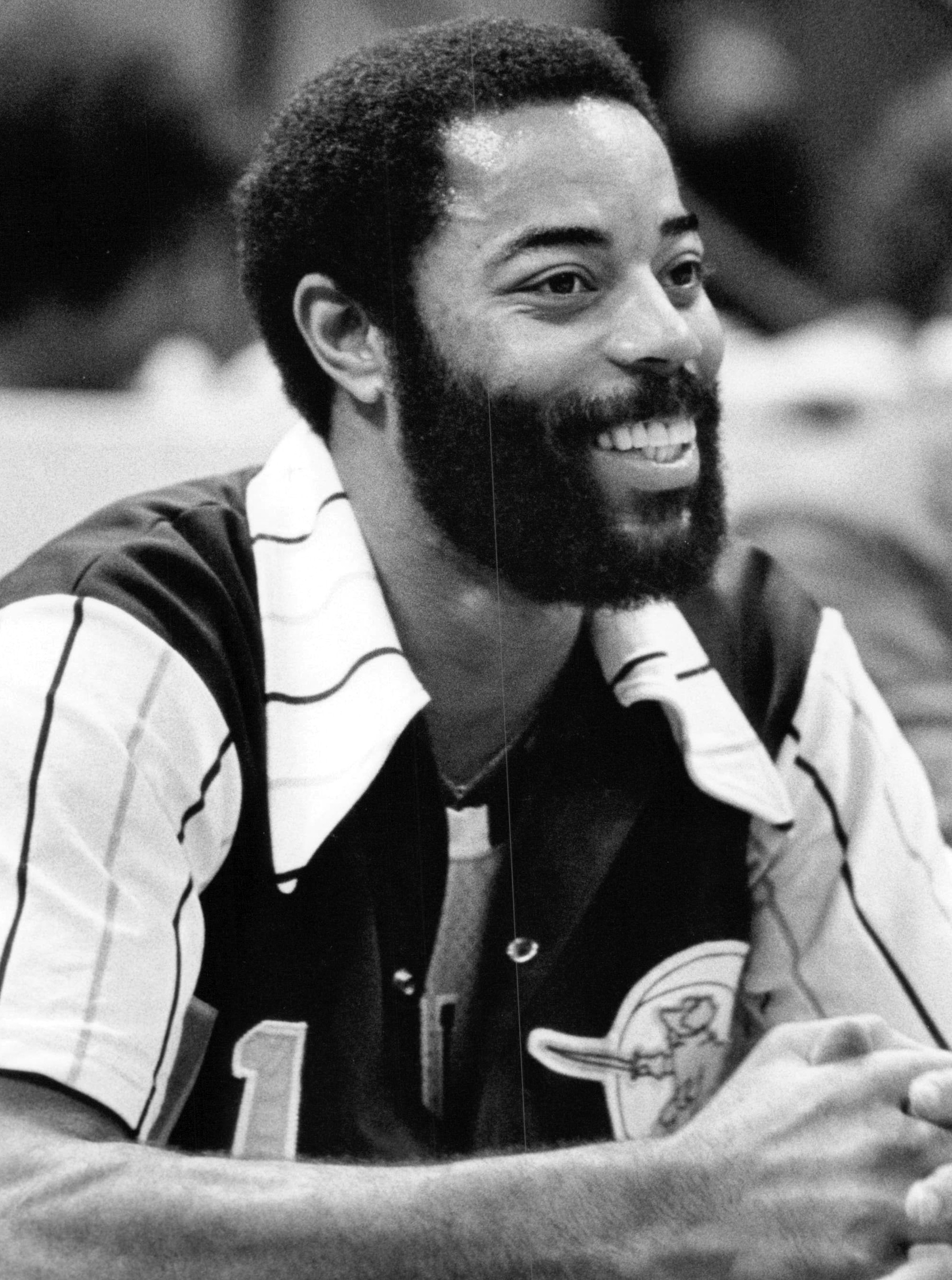
Walt Frazier, doble campeón de la NBA con los Knicks.

En la temporada 1969–70, los Knicks lograrían un récord de 18 victorias consecutivas para finalizar el año 60-22, la que fue la mejor temporada regular en la historia de la franquicia. Tras derrotar a los Bullets y Milwaukee Bucks, que contaban con el pívot rookie Kareem Abdul-Jabbar en las semifinales y finales de la conferencia este respectivamente, los Knicks vencieron a Los Angeles Lakers en siete encuentros para obtener su primer título de la NBA. Sin lugar a dudas, el momento decisivo de la serie ocurrió en el séptimo partido, cuando un lesionado Reed entró renqueando a la cancha justo antes del inicio del partido. Marv Albert, el speaker del estadio, describió la situación:

"¡Aquí viene Willis! ¡El público está eufórico! Willis pasa por delante de la mesa de anotadores, toma una pelota. Los Lakers han dejado de lanzar, ¡ahora están observando a Willis!"

Willis anotó las dos primeras canastas del encuentro y luego se sentó por el resto del partido. A pesar de su ausencia durante la mayor parte del encuentro, el acto de Reed motivó al equipo, y ganaron el encuentro por 113-99. Los números de la formación inicial del 69-70 fueron retirados. Las camisetas de Frazier (n.º 10), Reed (n.º 19), DeBusschere (n.º 22), Bradley (n.º 24) y Dick Barnett (n.º 12) cuelgan de techo del Madison Square Garden.
El éxito continuó durante los años sucesivos. Después de caer ante los Bullets en las finales de conferencia de 1971, con una victoria por dos puntos en el séptimo y definitivo encuentro en el Garden, y acompañado por las adquisiciones de Jerry Lucas y Earl "The Pearl" Monroe, volvieron a disputar las finales de 1972, siendo superados por los Lakers en cinco encuentros. Al año siguiente, el resultado se invertiría, ya que los Knicks derrotaron a los Lakers en cinco encuentros para ganar su segundo título de la NBA. El equipo tendría otra buena campaña en la temporada 1973-74, alcanzando las finales de conferencia, donde serían vencidos en cinco partidos por los Celtics. Al término esta temporada, Reed anunció su retirada, y el porvenir del equipo no sería muy bueno.

### 1975-1984: Regreso a la realidad
En la temporada 1974–75, los Knicks tuvieron un récord de 40–42, su primer récord negativo en ocho temporadas. Sin embargo se clasificaron para los playoffs, perdiendo con Houston Rockets en la primera ronda. Tras dos temporadas más con récords negativos, Holzman fue reemplazado por Reed. En el primer año de Reed como entrenador, finalizaron la temporada 43–39 y lograron llegar hasta las semifinales de conferencia, donde perdieron frente a Philadelphia 76ers. En la siguiente temporada, que comenzó con un récord de 6–8, Holzman volvió a sustituir a Reed como entrenador del equipo. El equipo no levantaría cabeza en el resto del año, finalizando con un récord de 31–51, el peor de las últimas trece temporadas.
Tras lograr 39 victorias en la temporada 1979–80, sumaron 50 victorias en la siguiente temporada, alcanzando así los playoffs, donde fueron derrotados por Chicago Bulls. Holzman se retiró en la temporada siguiente como uno de los entrenadores más ganadores en la historia de la NBA. Ese año finalizarían con un pobre récord de 33–49, y por vez primera, ningún jugador de los Knicks disputaría el All-Star Game. Sin embargo, el legado de Holzman continuaría a través de los jugadores que él había influenciado. Uno de los jugadores suplentes de los Knicks durante los años 1970 y especialista defensivo fue Phil "Action" Jackson. Jackson ganaría luego 11 campeonatos como entrenador de Chicago Bulls (seis) y Los Angeles Lakers (cinco), superando así la mayor cantidad de campeonatos ganados en la historia de la liga por un entrenador que poseía Red Auerbach. Jackson se refirió a Red Holzman como el mejor entrenador para el cual jugó y una gran influencia en su forma de ser como entrenador.
Hubie Brown reemplazó a Holzman, y en su primera temporada al frente del equipo, logró un récord de 44–38 y llegó a la segunda ronda de los playoffs, donde fue eliminado por el posteriormente campeón Philadelphia 76ers. La siguiente temporada el equipo se vio reforzado por la incorporación de Bernard King, tuvo un récord de 47–35 y volvió a disputar los playoffs. Derrotó a Detroit Pistons en la primera ronda con una victoria en la prórroga en el quinto y decisivo partido, después de que King promediara en esos 5 partidos 41,6 puntos por noche. para caer nuevamente en la segunda ronda, esta vez en siete partidos, frente a los Celtics. La fortuna del equipo no sería buena en la temporada siguiente, perdiendo los últimos doce encuentros para alcanzar nada más que 24 victorias. Lo peor para el equipo ocurrió el 23 de marzo de 1985, cuando King se lesionó la rodilla por lo cual pasaría los siguientes 24 meses en rehabilitación. Algunos supusieron que su carrera se terminaría a causa de esta lesión, pero probaría que estaban equivocados y finalizaría su carrera al término de la temporada 1986–87.

### 1985-2000: La era de Patrick Ewing

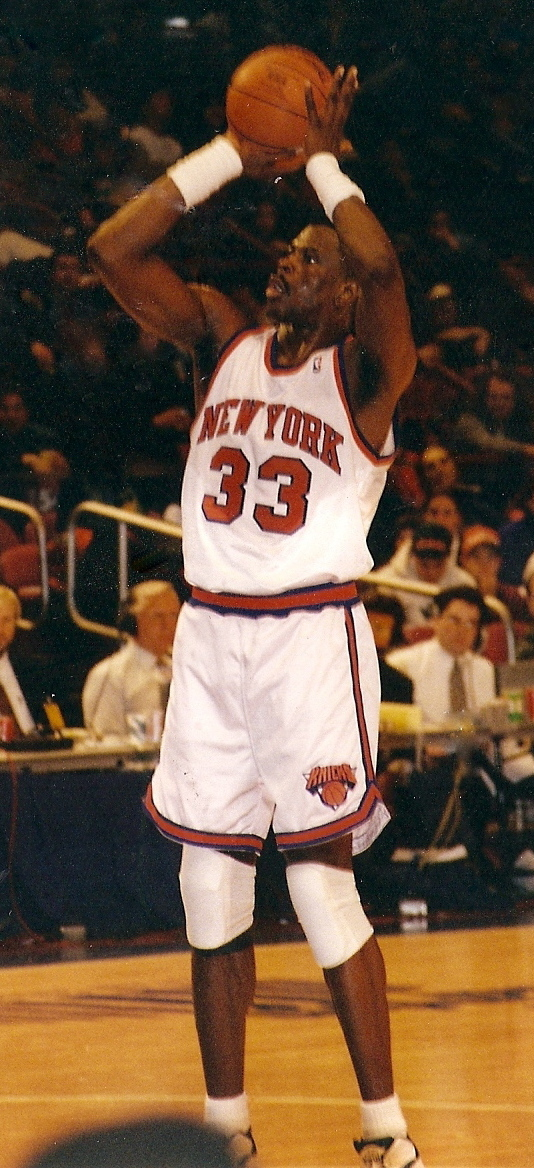
Patrick Ewing fue seleccionado en el Draft de 1985 por los Knicks.

Como resultado de una pobre temporada en 1984–85, el equipo fue incluido en la primera lotería realizada en el Draft de la NBA. En ésta ganó la primera selección de primera ronda, eligiendo al pívot estrella de la Universidad de Georgetown Patrick Ewing.
En su primera temporada, Ewing fue el primero en las estadísticas de los novatos en puntos (20) y rebotes (9) por partido, con la carga adicional de hacerse con los galones de titular desde el primer momento, ya que ni King, todavía lesionado, ni Bill Cartwright, que jugó solo dos partidos, pudieron hacer nada. Ganó el premio al mejor novato del año, convirtiéndose en el primer jugador de los Knicks en recibir ese galardón. El equipo no tendría el mismo éxito, ya que sufrirían un récord negativo durante las dos primeras temporadas con Ewing en él.
La suerte cambió cuando en la temporada 1987-88 fue contratado Rick Pitino como entrenador, y la selección del base Mark Jackson en el puesto 18 del draft. Sumado eso al gran juego desarrollado por Ewing, llegaron a los playoffs, donde fueron derrotados por los Celtics en primera ronda. La temporada siguiente fue aún mejor, debido al traspaso del pívot reserva Bill Cartwright a cambio del ala-pívot de los Bulls Charles Oakley previo al inicio de la temporada. Ese año lograron 52 victorias contra 30 derrotas, que les valió el título de división casi veinte años después de la última vez. En la primera ronda de los playoffs, derrotaron a los 76ers pero cayeron ante Chicago Bulls en las semifinales de conferencia.
Antes del inicio de la temporada 1989-90, ocurrieron un par de cambios significativos. Pitino dejó el equipo para dirigir a la Universidad de Kentucky, y Stu Jackson se convirtió en el nuevo entrenador. Con un récord de 45–37, el equipo alcanzó los playoffs, en cuya primera ronda derrotó a los Celtics, pero perdieron con el equipo que sería campeón de la liga, Detroit Pistons. En 1990–91, el equipo, contrató a John McLeod como entrenador a comienzos del año, sufrió un récord negativo de 39–43 y serían eliminados en la lucha por el título por el equipo que finalmente sería el campeón, Chicago Bulls.
Sintiendo la necesidad de contar con un mejor entrenador si el equipo aspiraba a ser candidato al título, el nuevo presidente Dave Checketts contrató a Pat Riley antes del comienzo de la temporada 1991-92. Riley, que ganó cuatro campeonatos durante los años 80 con Los Angeles Lakers, inculcó a su equipo una defensa muy física y asfixiante que inmediatamente dio sus frutos. Esa temporada, con el favorito de la afición, John Starks, en sus filas, lograron un récord de 51–31, que le alcanzó para empatar en el primer puesto de la División Atlántico. Tras derrotar a los Pistons en la primera ronda, caerían ante los Bulls en una serie muy igualada, resuelta en el séptimo y definitivo encuentro.
La temporada 1992–93 fue aún más exitosa que la anterior. Antes del comienzo de la misma, los Knicks traspasaron a Mark Jackson y a Stanley Roberts a Los Angeles Clippers a cambio de Charles Smith, Doc Rivers, y Bo Kimble, además de adquirir a Rolando Blackman de los Dallas Mavericks. El equipo ganó el título de división con un balance de 60 victorias y 22 derrotas. El equipo alcanzó las finales de conferencia, donde se enfrentarían nuevamente a los Bulls. Tras llevar la ventaja en los dos primeros partidos, perdieron la serie al ser derrotados en los últimos cuatro.
Después de lo que sería la primera retirada de Michael Jordan del baloncesto antes del inicio de la temporada 1993–94, muchos vieron esta ocasión como la oportunidad de los Knicks de finalmente alcanzar las finales de la NBA. El equipo, que contrató a Derek Harper de Dallas Mavericks mediada la temporada a cambio de Tony Campbell, obtuvo nuevamente el título de la División Atlántico con un récord de 57–25. En los playoffs, el equipo jugó 25 partidos, que es un récord de la NBA; ganaron a New Jersey Nets en primera ronda y finalmente pudieron derrotar a los Bulls en la segunda ronda después de siete partidos. En las finales de la conferencia se enfrentaron a Indiana Pacers, quienes llevaban la ventaja de la serie 3-2 al término del quinto partido. Sin embargo, los Knicks ganaron los siguientes dos encuentros y lograron el título de la Conferencia Este, que no alcanzaban desde 1973, y el pase a las finales de la NBA.
En las finales se disputaron siete partidos con baja anotación en todos ellos, entre los Knicks y Houston Rockets. Los dos primeros, celebrados en Houston, se saldaron con una victoria para cada equipo. Pero los Knicks ganaron dos de tres partidos en el Madison Square Garden quedando a una única victoria de lograr un campeonato tras 21 años de sequía. En el sexto partido, sin embargo, un lanzamiento de John Starks en el último segundo, que si entraba les daba el campeonato fue taponado por Hakeem Olajuwon, dando la victoria a los Rockets por 86–84 y forzando un séptimo y definitivo partido. Los Knicks perdieron 90–84, debido en parte a la baja efectividad de Starks, que convirtió 2 de 18 lanzamientos, y al rechazo por parte de Riley de sacarlo de la cancha, a pesar de tener en el banquillo a jugadores como Rolando Blackman y Hubert Davis reconocidos ambos como buenos tiradores.
Al año siguiente, quedarían segundos en la división con un récord de 55–27. Derrotaron a Cleveland Cavaliers antes de enfrentarse nuevamente a los Pacers en la segunda ronda. Ya en el primer partido se manifestó el cariz que tomaría la serie, cuando Miller nuevamente se convertiría en una piedra en el camino de los Knicks anotando ocho puntos en los últimos ocho segundos para darle la victoria a los Pacers por 107–105. La serie se extendería hasta el séptimo partido, en el cual Patrick Ewing erró el último intento para empatar el partido, logrando así la victoria los Pacers por 97–95. Riley renunció al día siguiente, y los Knicks contrataron a Don Nelson como su nuevo entrenador.

#### Los años de Jeff Van Gundy (1996-2000)

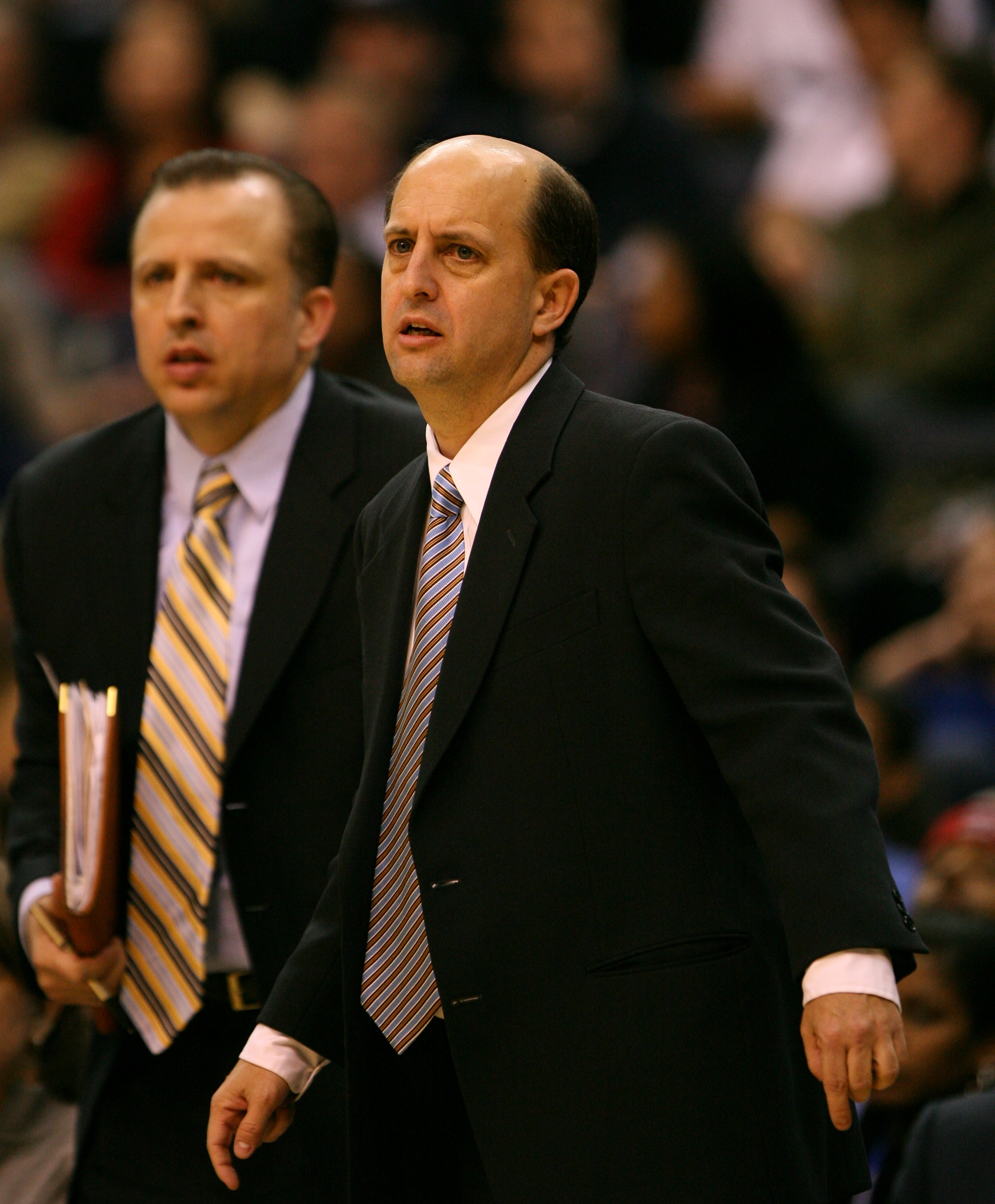
Jeff Van Gundy, entrenador de los Knicks entre 1996 y el 2000

Durante la temporada 1995–96, Nelson fue despedido cuando habían transcurrido 59 partidos y, en vez de ir en busca de otro entrenador reconocido, contrataron a un experimentado asistente técnico, Jeff Van Gundy, quien no tenía experiencia previa como entrenador principal. Los cambios comenzaron en el mes de febrero, cuando Charles Smith fue traspasado junto al rookie Monty Williams a San Antonio Spurs a cambio de J.R. Reid y Brad Lohaus. Días antes, Herb Williams y Doug Christie fueron enviados a Toronto Raptors a cambio de Willie Anderson y Victor Alexander. Los Knicks finalizaron con un récord de 47–35 ese año, y eliminó a Cleveland Cavaliers en la primera ronda de los playoffs y luego perdió con el que sería el equipo campeón, los Chicago Bulls, en cinco partidos.
En la temporada 1996–97, con las incorporaciones de jugadores como Larry Johnson y Allan Houston, lograron un récord de 57–25. En los playoffs, barrieron a Charlotte Hornets en la primera ronda antes de enfrentar a Miami Heat (dirigido por Pat Riley) en la segunda. Los Knicks llevaban el liderazgo de la serie por 3–1 pero una tangana al final del quinto encuentro concluyó con la suspensión de jugadores claves. La mayoría de los jugadores suspendidos de los Knicks, Ewing en particular, fueron sancionados no por haber participado en el altercado en sí mismo, sino por violar una regla de la NBA que estipula que un jugador que está en el banquillo no puede abandonarlo durante una pelea (la regla fue corregida, haciendo ilegal el abandono del área del banquillo). Con Ewing y Houston suspendidos para el sexto partido, Johnson y Starks suspendidos para el séptimo, y Charlie Ward suspendido para ambos, los Knicks perdieron la serie.
La temporada 1997–98 estuvo marcada por la lesión que sufrió Ewing en la muñeca en diciembre, por la que se perdió el resto de la temporada regular y la mayor parte de la postemporada. El equipo, que había finalizado con un balance de 43–39, derrotó a los Heat en la primera ronda de los playoffs antes de enfrentarse nuevamente a los Pacers en la segunda. Esta vez, los Pacers vencieron fácilmente en cinco partidos, con Reggie Miller encestando otra vez un lanzamiento de triple en los últimos segundos del cuarto juego para acabar con las esperanzas de los aficionados knickerbockers. Por cuarto año consecutivo, los Knicks habían sido eliminados en la segunda ronda de los playoffs.
Antes del comienzo de la temporada 1998–99, que se vería recortada en su duración debido a la huelga de los jugadores (también llamado «lockout») Starks fue enviado como parte de un traspaso a Golden State Warriors a cambio del alero Latrell Sprewell, además del cambio de Charles Oakley por Marcus Camby. Entraron con lo justo a la postemporada con un récord de 27–23. Comenzaron sorprendiendo al vencer al clasificado en el primer puesto de la Conferencia Este, Miami Heat después de que Allan Houston encestara un lanzamiento faltando ocho décimas de segundo para finalizar el quinto y decisivo encuentro. Esta era la segunda vez que un clasificado en el octavo puesto derrotaba al primer clasificado en la postemporada en la historia de la NBA. Batieron a Atlanta Hawks en la segunda ronda por 4-0 y así lograron el pase a las Finales de Conferencia, donde se verían las caras nuevamente con los Pacers. A pesar de no poder contar con Ewing debido a una lesión antes del tercer partido, los Knicks ganaron la serie convirtiéndose en el primer equipo que, después de haber accedido a los playoffs en el octavo puesto, logró llegar a las finales de la NBA. Sin embargo, en las finales, San Antonio Spurs, con sus estrellas David Robinson y Tim Duncan, fueron demasiado contra el debilitado equipo de los Knicks a causa de las lesiones, que perdieron en cinco partidos.
La temporada 1999–2000 fue la última de Ewing en Nueva York, logrando el equipo un récord de 50–32. En primera ronda de playoffs barrieron a los Toronto Raptors de Vince Carter y Tracy McGrady con un 4-0, mientras que en la segunda ronda eliminaron a Miami Heat en una serie a siete partidos con un mate de Ewing en el último minuto del séptimo partido. En las Finales de Conferencia se volvieron a ver las caras con Indiana Pacers, los cuales, liderados por Reggie Miller, les derrotaron en seis partidos. Tras esta temporada, Ewing se vio envuelto en un multitudinario traspaso con cuatro equipos implicados, acabando en los Seattle Supersonics, y la era Ewing, que se había prolongado durante quince años y que produjo innumerables tardes de gloria para los Knicks, aunque ningún anillo, llegó a su fin.

### 2000-2003: Decadencia
A pesar de haber perdido a Ewing, los Knicks tuvieron una buena temporada regular en 2001, con un récord de 48–34 que le permitió llegar a los playoffs liderados por Allan Houston y Sprewell. Sin embargo, en esta etapa cayeron en cinco partidos ante Toronto Raptors, siendo la primera vez en la década que no alcanzaron la segunda ronda de los playoffs.
En una sorprendente y fugaz decisión, Jeff Van Gundy renunció a su cargo como entrenador en diciembre de 2001, afirmando que «no sentía la misma motivación» y creía que «era mejor dar un paso atrás para no perjudicar al equipo». Van Gundy ya había protagonizado un episodio de tensión en el entrenamiento del día anterior, cuando acusó a algunos de sus jugadores de estar actuando sin intensidad. Los Knicks nombraron al asistente Don Chaney como su nuevo entrenador interino. El balance final de la temporada 2001-02 fue de 30–52, provocando que por primera vez desde la temporada 1986-87 no se clasificaran para los playoffs.
Para la temporada 2002-03, el equipo decidió seguir confiando en Chaney y prolongaron su contrato por otro año. En lugar de reconstruir, los Knicks se reforzaron mediante veteranos como Antonio McDyess, el cual estaba lidiando con problemas en la rodilla. McDyess se rompió en abril de 2003 y tuvieron una racha pésima al final de la temporada regular con solo siete victorias, finalizando la temporada con un global de 37-45 y por segunda vez consecutiva fuera de los playoffs.
En estas temporadas, la franquicia optó por contratar jugadores mediante cuantiosos contratos que fueron muy criticados debido al pobre desempeño de estos. Jugadores como Shandon Anderson y Howard Eisley, ambos con abultados contratos a largo plazo, fueron criticados por diversos analistas y aficionados del equipo, no solamente porque consideraban que estos jugadores estaban siendo sobrevalorados en relación con sus recientes actuaciones, sino que además ocupaban gran parte del límite salarial.

### 2003-2008: La gestión de Isiah Thomas

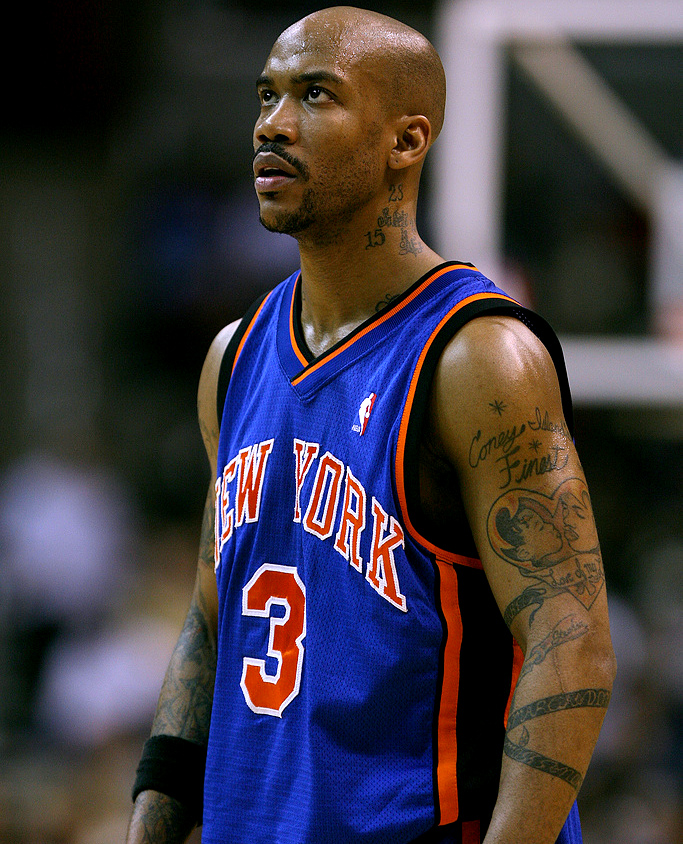
Stephon Marbury fichó por los Knicks en 2004, pero su rendimiento no fue el esperado.

Tras un comienzo de 15–24 en la temporada 2003-04, el equipo entró en una profunda transformación, tanto en sus directivos como sus jugadores. El 22 de diciembre de 2003 se produjo un cambio en la presidencia del equipo cuando Scott Layden abandonó el cargo, siendo sustituido por la antigua estrella de los Detroit Pistons, Isiah Thomas, quien contrató como entrenador a Lenny Wilkens. Thomas se obcecó en reestructurar la plantilla partiendo de la base de la contratación de un jugador estrella: Stephon Marbury. Se clasificaron para los playoffs ese año con un balance de 39–43, pero fueron barridos por los New Jersey Nets en primera ronda.
El mediocre inicio de la temporada 2004-05 para los Knicks culminó en la destitución de Lenny Wilkens, siendo reemplazado de manera interina por Herb Williams, el cual tampoco pudo mejorar la situación de los knickerbockers, que finalizaron la temporada con un global de 33-49 y fuera de los puestos de playoffs.
Para la temporada 2005-06, los Knicks contrataron a un entrenador de solvencia y prestigio como era 
Larry Brown, un veterano coach que había destacado los años anteriores por dirigir a los Philadelphia 76ers del controvertido Allen Iverson; la esperanza de los neoyorquinos era que Brown pudiera rememorar esos éxitos pero bajo la figura de Marbury. Asimismo, Isiah Thomas desarrolló una ambiciosa política de contrataciones, llegando Eddy Curry y Antonio Davis desde Chicago Bulls a cambio de Tim Thomas, Michael Sweetney, la primera ronda de draft de 2006, derecho a adquirir la ronda de 2007 y segundas rondas de 2007 y 2009. Los Knicks se convirtieron en la franquicia que más dinero desembolsaba en la temporada 2005-06, sin embargo, paradójicamente, finalizaron la temporada con un desastroso récord de 23-58 y la destitución de Larry Brown, al cual se le adeudaron 18 millones de dólares como indemnización por su despido.
Tras la marcha de Larry Brown, Isiah Thomas asumió también las funciones de entrenador. Las mejores noticias para los Knicks siguieron llegando gracias a sus jóvenes como Channing Frye, David Lee o Nate Robinson, pero el rumbo del equipo seguía siendo esperpéntico y la estrella del equipo, Marbury, muy discutida. La temporada 2006-07 terminó con un 33-49, ligeramente mejor que la anterior, pero lejos de los playoffs. La pretemporada de 2007 se vio también marcada por los escándalos, cuando Thomas fue acusado de acoso sexual en connivencia con la gerencia de los Knicks, siendo declarados culpables y obligados a pagar una indemnización a la denunciante. Durante el draft de 2007 se traspasaría a Channing Frye y Steve Francis a los Portland Trail Blazers a cambio de Zach Randolph, Fred Jones y Dan Dickau.
Tras un pésimo inicio de la 2007-08, los fanes comenzaron a exigir la destitución de Isiah. La 2007-08 se preveía desastrosa y así resultó ser, con los Knicks obteniendo un récord de 23-59, el peor de la historia de la franquicia, incluyendo la derrota más abultada de su historia ante los Boston Celtics por 104-59. 2008 fue también el año donde la relación entre Marbury e Isiah llegó a su punto muerto, cuando este decidió apartarlo del equipo y después los Knicks lo apartaron por conducta antidisciplinaria. Esta temporada supuso la culminación de la etapa de cinco años de Isiah Thomas como presidente de operaciones del equipo.
La gestión de Isiah Thomas al frente de los Knicks fue criticada en extremo y sus resultados fueron calificados como «calamitosos». Thomas abogó por firmar jugadores mediante contratos excesivos: el ya citado Stephon Marbury, Jamal Crawford, Jalen Rose, Steve Francis, Jerome James, Malik Rose, etc. cuyo rendimiento estuvo muy por debajo de lo que sus contratos exigían. Asimismo, se le criticó su despreocupación por las rondas del draft, las cuales fueron malvendidas a cambio de fichajes poco exitosos. Por otra parte, las elecciones de draft que se produjeron durante su gestión fueron prometedoras, como fue el caso de Channing Frye, David Lee, Wilson Chandler o Nate Robinson.

### 2008-2011: Reconstrucción de la mano de Mike D'Antoni
En primavera de 2008, el propietario James Dolan decidió finiquitar la etapa de Isiah Thomas al mando de los Knicks nombrando como presidente de operaciones a Donnie Walsh, antiguo presidente de los Indiana Pacers. Walsh contrató como entrenador jefe a Mike D'Antoni, quien llegaba después de una exitosa etapa como técnico de los Phoenix Suns. D'Antoni, que ya llevaba tiempo buscando fichar por los neoyorquinos, firmó por cuatro años a razón de 24 millones de dólares. En el draft de ese año los Knicks seleccionaron a Danilo Gallinari con la sexta elección.
De cara a la temporada 2008-09 los Knicks comenzaron a reestructurar su roster. Jamal Crawford, uno de los anotadores más destacados del equipo en los últimos años, fue traspasado a los Golden State Warriors por Al Harrington y enviaron a Zach Randolph a Los Angeles Clippers con el objetivo de liberar espacio salarial para el verano de 2010. Durante esa temporada siguieron aligerando plantilla enviando a varios jugadores a Chicago Bulls a cambio de Larry Hughes, mientras que Malik Rose fue enviado a los Oklahoma City Thunder por Chris Wilcox. En febrero de 2009, los Knicks se libraron por fin del contrato de Stephon Marbury, quien llevaba casi un año apartado del equipo.
Pese a tener una plantilla prácticamente nueva, los Knicks finalizaron la temporada 2008-09 con un récord de 32-50, un resultado mejor que el de la temporada anterior, a la vez que se producía el desarrollo de los jóvenes como Gallinari, David Lee, Nate Robinson y Wilson Chandler.
En el draft de 2009, los knickerbockers seleccionaron al ala-pívot Jordan Hill y al base Toney Douglas. A su vez, Quentin Richardson fue enviado a los Memphis Grizzlies por Darko Miličić. En febrero de 2010 traspasaron al serbio a los Minnesota Timberwolves a cambio de varios jugadores, mientras que Nate Robinson fue traspasado a Boston Celtics por Eddie House. En otro intercambio a tres bandas, Tracy McGrady, Sergio Rodríguez, J.R. Giddens y Bill Walker llegaban al conjunto de la Gran Manzana, logrando liberar incluso más masa salarial de cara a la agencia libre de 2010. La temporada 2009-10 fue muy irregular e incluyó la derrota más abultada de la historia de los Knicks ante Dallas Mavericks, significando un paso atrás en la «era D'Antoni», con un 29-53 de récord.
Por fin llegó la agencia libre de 2010, donde jugadores como LeBron James, Dwyane Wade o Amar'e Stoudemire quedaban libres para firmar por otros equipos. Pese a ser uno de los principales candidatos para el fichaje de LeBron, este acabó fichando por los Miami Heat, sin embargo, los Knicks lograron firmar al ala-pívot Amar'e Stoudemire por 100 millones a razón de cinco años de contrato. Donnie Walsh alabó el fichaje, afirmando que «era una adición clave para el futuro del equipo tras una etapa de penurias». Ante la llegada de Stat, David Lee fue traspasado a Golden State Warriors a cambio de Anthony Randolph, Kelenna Azubuike y Ronny Turiaf. A su vez, los Knicks firmaron libres a Raymond Felton y al pívot ruso Timofey Mozgov. Con esta nueva plantilla, los Knicks consiguieron un récord positivo antes del All-Star, el primero desde el año 2000.

### 2011-2017: La era de Carmelo Anthony

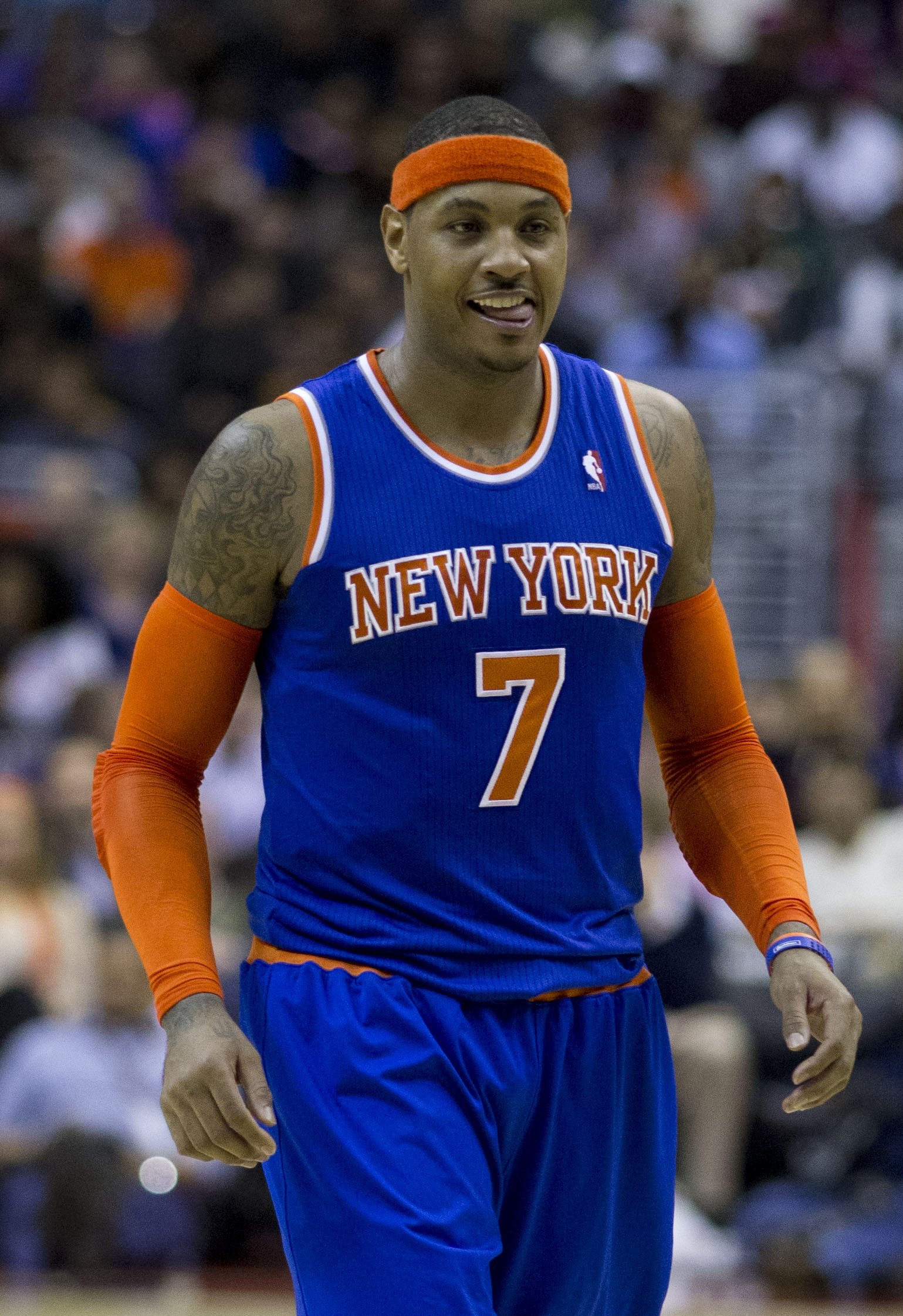
Carmelo Anthony llegó a los Knicks en febrero de 2011.

La estrella de los Denver Nuggets, Carmelo Anthony, demandó el traspaso en el verano de 2010. Los Knicks y los Nuggets negociaron durante meses, pues se rumoreaba el interés de Melo por regresar al equipo de su ciudad natal. James Dolan, propietario de los Knicks, llevaba tiempo buscando una gran estrella que complementase el fichaje de Stoudemire el anterior verano. El 22 de febrero de 2011, en lo que algún periodista denominó como «uno de los más fascinantes traspasos de la historia de la NBA», los Knicks adquirieron a Carmelo Anthony y a Chauncey Billups a cambio de Danilo Gallinari, Wilson Chandler, Raymond Felton, Timoféi Mozgov, la primera ronda de 2014 y derecho a intercambiar rondas en 2016. En esa operación los neoyorquinos enviaron también a Anthony Randolph y a Eddy Curry a los Minnesota Timberwolves por Corey Brewer, quien fue cortado unos días más tarde. A cambio de entregar los frutos de los años de reconstrucción, James Dolan conseguía a su ansiada segunda estrella para el equipo y los Knicks surgían como potenciales candidatos al anillo.
La temporada 2010-11 finalizó con los Knicks clasificados para Playoffs por primera vez desde 2004. Los knickerbockers serían barridos en primera ronda por Boston Celtics tras un 4-0. Al finalizar la temporada, Donnie Walsh anunció su decisión de dejar su cargo en junio de 2011, afirmando que «se sentía sin energías», mientras que la prensa afirmó que Walsh sentía que no poseía plena autonomía debido a las injerencias de Dolan (véase el fichaje de Carmelo Anthony).
Tras el lockout de 2011 en la NBA, los Knicks se hicieron con el pívot defensor Tyson Chandler procedente de los vigentes campeones Dallas Mavericks en un sign-and-trade a cambio de Andy Rautins. Para liberar espacio salarial, enviaron a Ronny Turiaf a Washington Wizards por tres millones de dólares. Con el objetivo de conseguir el margen salarial suficiente para fichar a Chandler, aplicaron la cláusula de amnistía sobre Chauncey Billups, liberándolo de su contrato. Tras su marcha firmaron por el mínimo de veterano a Mike Bibby. Asimismo, se hicieron con el base Baron Davis en diciembre de 2011 y el rookie Iman Shumpert se hizo un hueco en el equipo.
La configuración de la plantilla se volvió problemática en tanto ninguno de los bases consiguió asentarse en la titularidad y hubo críticas sobre la manera de dirigir los ataques de Carmelo Anthony. En febrero de 2012, los Knicks llevaban un récord negativo de 8-15; forzado por las lesiones de sus jugadores, D'Antoni le dio la titularidad al base de origen taiwanés Jeremy Lin, quien superó todas las expectativas al asumir el liderazgo del equipo ante las ausencias de Anthony y Stoudemire, protagonizando el denominado fenómeno Linsanity, consiguiendo una gran cobertura por parte de la prensa y convirtiéndose en un fenómeno global. La recuperación de Carmelo y la contratación de J.R. Smith ayudaron a mejorar los resultados del equipo, sin embargo, debido a la persistencia de los malos resultados, D'Antoni fue despedido en marzo de 2012. Mike Woodson, su asistente, fue nombrado entrenador interino.
La mano de Woodson se notó de inmediato y los Knicks consiguieron bajo su mano un récord de 18-6 y clasificarse para los playoffs de la temporada 2011-12 con el mayor porcentaje desde la temporada 2000-01. Los Knicks se enfrentaron a los Miami Heat en la primera ronda, donde las lesiones volvieron a acuciar a los knickerbockers, que cayeron 4-1. Pese a ello, los Knicks quedaron satisfechos con el rendimiento de Mike Woodson, que fue ratificado en su cargo para la siguiente temporada.
Para la temporada 2012-13 se producen cambios importantes en la plantilla. La sensación de la anterior temporada, Jeremy Lin, se marchó a los Houston Rockets con un jugoso contrato, al igual que Landry Fields a los Toronto Raptors, después de que los Knicks no quisieran igualar las ofertas que recibieron. Los Knicks adquierieron a un viejo conocido, Marcus Camby, en un multitraspaso con los Rockets; extendieron los contratos de J.R. Smith y Steve Novak, a la vez que ficharon al argentino Pablo Prigioni desde Europa, y a Ronnie Brewer desde los Chicago Bulls. En octubre de 2012, Rasheed Wallace regresó de su retiro para jugar en los Knicks.
La temporada comnezó con muy buenas sensaciones, logrando un récord en noviembre de 11-4, el mejor desde el año 2000, y para el All-Star eran segundos de la Conferencia Este con un balance de 32-18. Poco después, firmaron por el mínimo de veterano a Kenyon Martin, a la vez que se deshicieron de Brewer. En abril se proclamaban campeones de la División Atlántico, por primera vez desde la 1993-94. Clasificados para los playoffs como segundos de Conferencia con un 54-28, derrotan a los Boston Celtics por 4-2 en la que es su primera victoria en unos playoffs desde el año 2000. En Semifinales de Conferencia se enfrentarán a Indiana Pacers, siendo derrotados 4-2.
Para la 2013-14, el base Jason Kidd se retiró y los Knicks seleccionaron en el draft de 2013 a Tim Hardaway Jr. Con el propósito de mejorar el bloque, llega libre el polémico alero Metta World Peace de los Lakers y envían a Marcus Camby, Steve Novak y Quentin Richardson más tres rondas de draft a Toronto Raptors a cambio de Andrea Bargnani. La temporada resultó ser una absoluta decepción en comparación con la anterior; la pareja Carmelo-Stoudemire fue criticada debido a su mala compenetración y se criticó el desempeño de jugadores como Bargnani.

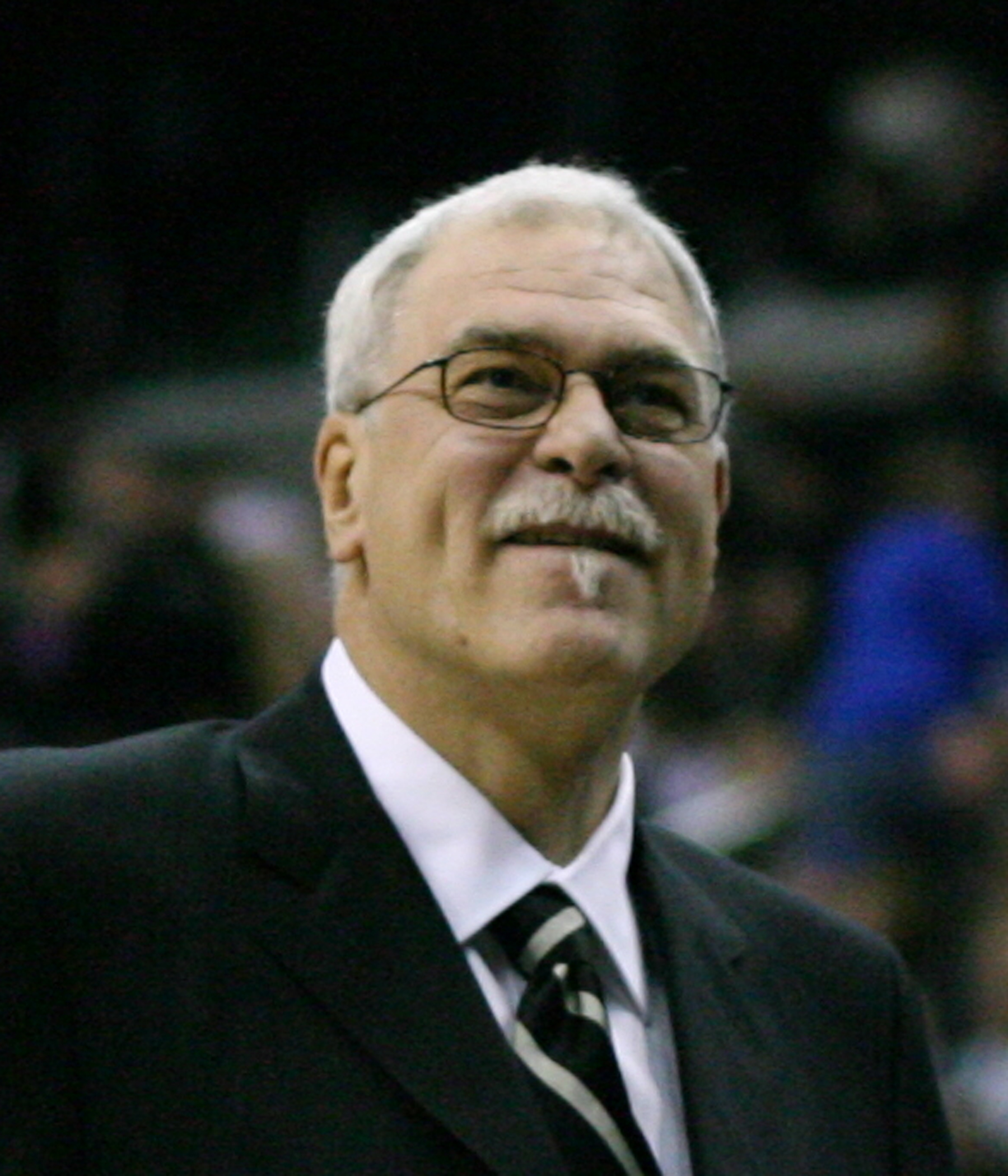
Phil Jackson, presidente de la franquicia entre 2013 y 2017.

En marzo de 2014, el antiguo jugador y entrenador Phil Jackson firmó como presidente de operaciones de la franquicia. Al término de la temporada 2013-14, el entrenador Mike Woodson y todo su equipo de asistentes fueron despedidos, siendo reemplazado por Derek Fisher, que jugó a las órdenes de Jackson en Los Angeles Lakers y con el que ganó cinco campeonatos de la NBA. Los Knicks acabaron la temporada con un decepcionante balance de 37 victorias por 45 derrotas, en la novena posición de la Conferencia Este, sin opciones de playoffs. Sin embargo, también fue la temporada en la que Carmelo Anthony estableció su récord personal de anotación, récord de la franquicia y del Madison Square Garden, al lograr 62 puntos a los que añadió 13 rebotes en la victoria sobre los Charlotte Bobcats.
La Revista Forbes realizó su habitual ranking de valoración de los equipos de la NBA, y en lo más alto de la misma aparecieron los Knicks, con un total de 1,4 billones de dólares, sobrepasando a Los Angeles Lakers en 50 millones. The Knicks fueron valorados un 40% más que el tercer equipo de la lista, los Chicago Bulls (1 billón), y cerca del doble que sus vecinos, los Brooklyn Nets, que fueron tasados en 780 millones.
Al término de la temporada, los Knicks traspasaron al controvertido base Raymond Felton, junto con el antiguo Mejor Defensor de la NBA, Tyson Chandler, a los Dallas Mavericks. A cambio recibieron a Shane Larkin, José Calderón, Samuel Dalembert y Wayne Ellington junto con dos elecciones del draft de 2014. El traspaso fue el primero que Jackson realizó como director ejecutivo. El 26 de junio seleccionaron en el draft a Cleanthony Early en el puesto 34, y a Thanasis Antetokounmpo en el 51, usando las elecciones traspasadas por los Mavericks. También adquirieron a Louis Labeyrie y una futura segunda ronda del draft, procedente de los Indiana Pacers.
Los Knicks establecerían un récord de la franquicia con su 13.ª derrota consecutiva, perdiendo 101-91 ante los Washington Wizards, dando a Nueva York la racha más larga de derrotas en los 69 años de historia de la franquicia. Este récord se amplió hasta 16 derrotas consecutivas, tras la derrota ante Milwaukee Bucks en Londres, perteneciente a los NBA Global Games. Los Knicks acabaron la temporada 2014-15 con un balance de 17–65, el peor en la historia de la franquicia, lo que les permitió obtener la cuarta elección en el siguiente draft.
En una decisión de Phil Jackson que causó polémica entre los fanes de los Knicks, el 24 de junio de 2015, los Knicks seleccionaron a Kristaps Porziņģis en esa cuarta posición del draft, y mandaron a Tim Hardaway Jr. a los Atlanta Hawks a cambio de Jerian Grant, la elección número 19. A mitad de camino de otra temporada perdedora, Fisher fue relevado de sus tareas de entrenador, siendo Kurt Rambis elegido como entrenador interino, acabando la temporada con un balances de 32 victorias y 50 derrotas, claramente mejor que la temporada anterior, pero muy lejos de las expectativas. Jeff Hornacek fue contratado como entrenador. El 22 de junio, el exjugador más valioso de la NBA, Derrick Rose fue canjeado, junto con Justin Holiday y una selección de segunda ronda de Chicago a Nueva York a cambio de Robin Lopez, José Calderón y Grant. Los Knicks también contrataron a Joakim Noah, Brandon Jennings y Courtney Lee, con un valor en contratos combinado de 127 millones de dólares, y regresaron la temporada siguiente, lo que provocó que la franquicia despidiera a Jackson después de tres años como presidente de las operaciones de baloncesto de los Knicks. Bajo la presidencia de Jackson, los Knicks acabaron con 80 victorias y 166 derrotas, tres temporadas perdedoras consecutivas, y sin lograr acceder a los playoffs. En su última acción antes de dejar la franquicia, Jackson seleccionó a Frank Ntilikina en la octava posición del draft de 2017, Damyean Dotson en el puesto 44 y Ognjen Jaramaz en el 58.

### 2017-2022: Crisis y altibajos

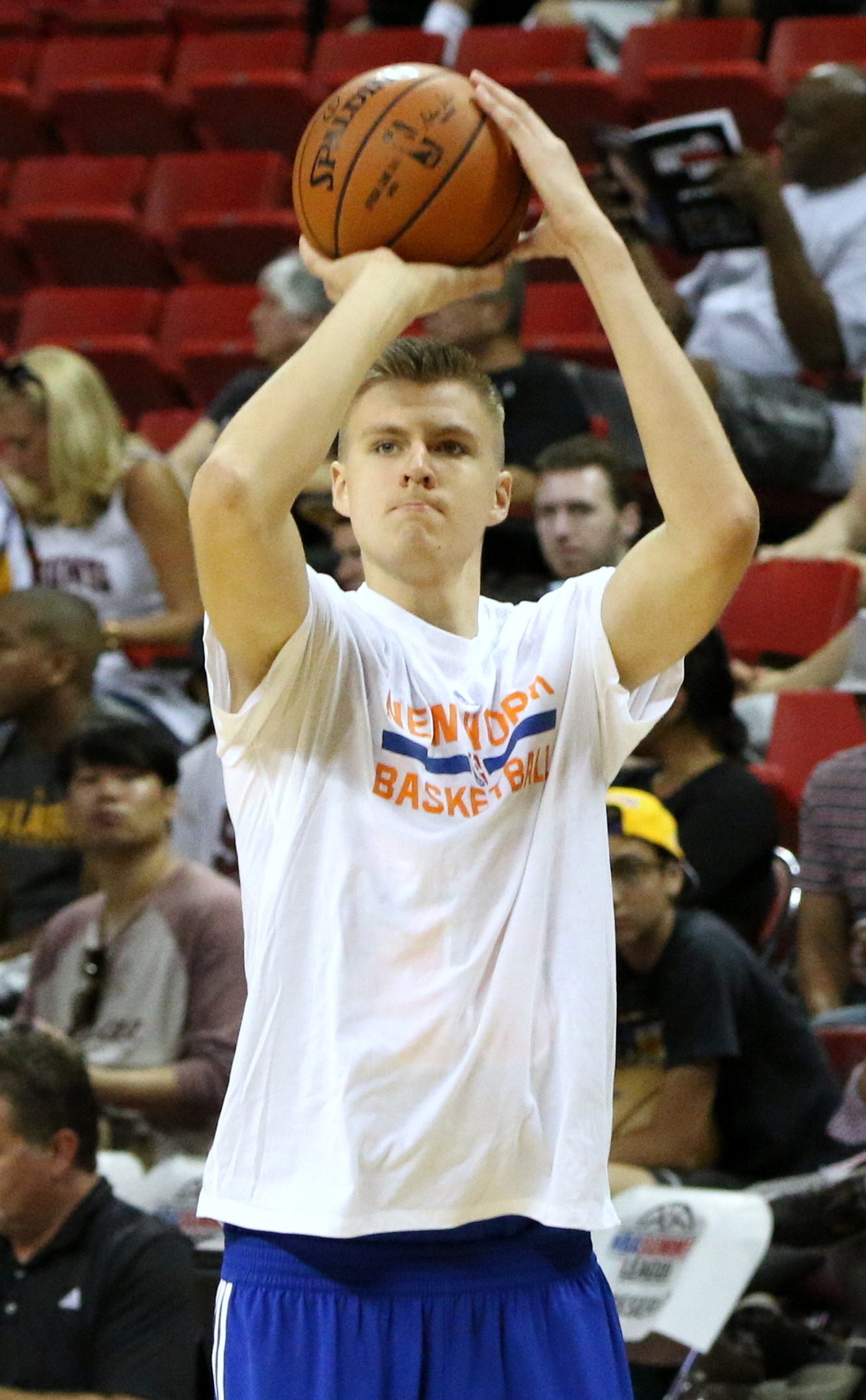
Kristaps Porziņģis fue, brevemente, el pilar principal de los Knicks

Consumada la marcha de Phil Jackson, Scott Perry y Steve Mills son nombrados como mánager general y presidente de operaciones respectivamente. Carmelo Anthony, quien había sido durante años la gran estrella de los knickerbockers, demanda ser traspasado, lo cual generó una situación complicada, al poseer Anthony una cláusula de veto en su contrato, por el cual se puede vetar cualquier traspaso no deseado por el jugador. Anthony se negó a ser traspasado a ningún equipo que no fueran los Cleveland Cavaliers o los Houston Rockets; parecía que un traspaso a los Rockets iba a ser posible, sin embargo, los Rockets no quisieron asumir el gran contrato de Carmelo. Finalmente, Oklahoma City Thunder se interesó por su fichaje y Melo aceptó un posible traspaso al conjunto de Oklahoma, el cual se consumó a cambio de Enes Kanter, Doug McDermott y una segunda ronda del draft de 2018. De esta manera, Kristaps Porziņģis se convirtió en el pilar en esta nueva etapa de la franquicia.
Para la temporada 2017-18, los Knicks ampliaron el contrato a Tim Hardaway Jr. y adquirieron a los jugadores Michael Beasley y Emmanuel Mudiay. Asimismo, McDermott se marchó rumbo a Dallas Mavericks. La temporada no fue buena, y los Knicks finalizaron con un récord de 29-53 y lejos de los playoffs. Este fracaso culminó en el despido del entrenador Jeff Hornacek y la llegada del exentrenador de Memphis Grizzlies, David Fizdale.
En 2018, los Knicks adquieren a Kevin Knox y Mitchell Robinson en el draft, firmando también libres a Mario Hezonja y Noah Vonleh. Sin embargo, la temporada comenzó convulsa, cuando saltaron rumores de que Porziņģis demandaba ser traspasado. Porziņģis se había lesionado de larga duración y aún se hallaba en proceso de recuperación. En enero de 2019, Porziņģis era traspasado a Dallas Mavericks junto a Trey Burke, Courtney Lee y Tim Hardaway a cambio de DeAndre Jordan, Wesley Matthews y Dennis Smith Jr., una primera ronda protegida del draft de 2021 y otra ronda protegida top-10 del draft de 2023. La temporada fue absolutamente desastrosa, con los Knicks finalizando últimos con un 17-65, el segundo peor récord de la historia de la franquicia. Las únicas buenas noticias llegaron de la progresión de los rookies Knox, Robinson y del undrafted Allonzo Trier.
Para la temporada 2019-20, los Knicks escogieron en el draft a RJ Barrett con el número tres. Los Knicks poseían un gran margen salarial merced al espacio dejado por la marcha de Porziņģis. El objetivo principal de los Knicks era convencer a un gran agente libre para firmar con la franquicia, pero jugadores como Kevin Durant, Kyrie Irving y Kawhi Leonard les rechazaron; Durant llegó a declarar incluso que los Knicks eran una franquicia perdedora y que no era atrayente para los jugadores. Como premio de consolación, los neoyorquinos firmaron a Julius Randle, Bobby Portis, Taj Gibson, Wayne Ellington y Elfrid Payton, todos con contratos cuantiosos pero cortos, con el objetivo de poseer espacio salarial para el año 2021.
La temporada se inició de manera desastrosa, con ocho derrotas en los diez primeros partidos que dejaron muy señalado a Fizdale desde el principio. Su despido se consumó en diciembre de 2019, siendo sustituido de manera interina por Mike Miller. A su vez, el presidente de operaciones, Steve Mills, era igualmente despedido. La temporada finalizó con un récord de 21-45, con el desarrollo de las jóvenes promesas como único destello de esperanza para la afición knickerbocker.
Para la temporada 2020-21, los Knicks ficharon al veterano y especialista defensivo Tom Thibodeau como nuevo entrenador. Leon Rose fue anunciado por el propietario James Dolan como nuevo presidente de operaciones. Derrick Rose volvió a la franquicia el 7 de febrero traspasado por los Detroit Pistons. Contra todo pronóstico, Thibodeau establece un núcleo sólido y joven en torno a Julius Randle, quien sería nombrado Jugador Más Mejorado de la NBA y convocado para el All-Star —el primero desde Kristaps Porziņģis—, y que junto con las promesas Barrett y Mitchell Robinson devuelve la ilusión a una afición con muchos años de decepciones y fracasos. Al finalizar la temporada regular, y tras finalizar en la cuarta posición en la Conferencia Este con un récord de 41-31, los knickerbockers retornan a los playoffs por primera vez desde 2013. En primera ronda cayeron ante los Atlanta Hawks de Trae Young, por 1-4, sin embargo, por primera vez en mucho tiempo se asomaban tiempos de esperanza para el conjunto de la Gran Manzana.
La temporada 2021-22 se inicia manteniendo el mismo bloque, adquiriendo a Evan Fournier, al antiguo base All-Star Kemba Walker después de ser dejado libre por Oklahoma City Thunder y en un traspaso con Atlanta Hawks al prometedor Cam Reddish. Randle, el pilar del equipo la temporada pasada, fue renovado por cuatro años a razón de 117 millones de dólares. Termina la temporada regular con un balance de 37-45, en el puesto once de su conferencia, no clasificándose para playoffs por octava vez en nueve años.

### 2022-presente: Los Nova Knicks

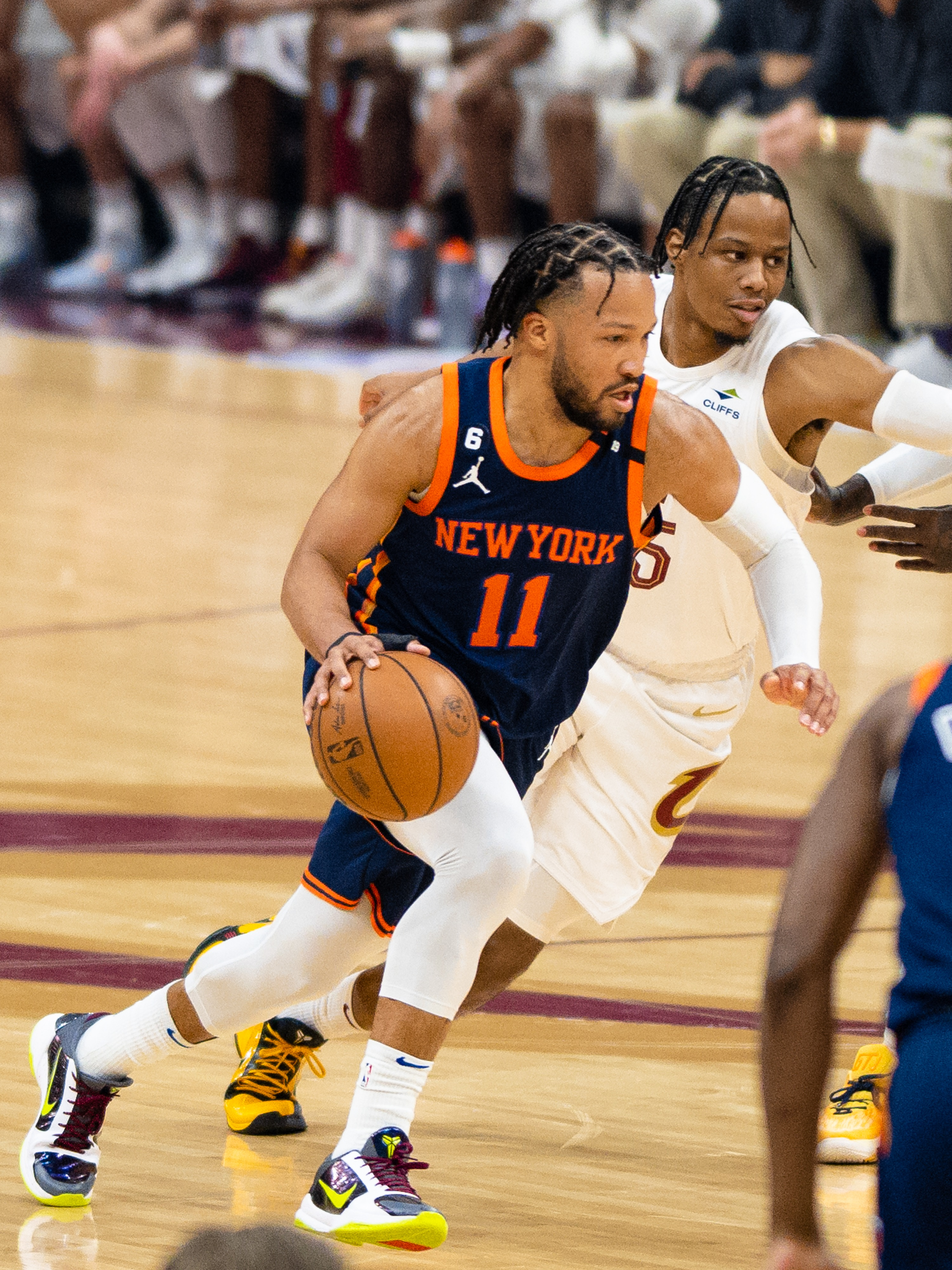
Jalen Brunson, fichado por los Knicks en 2022, impulsó el rendimiento del equipo.

De cara al curso 2022-23 el principal refuerzo de los Knicks fue Jalen Brunson, quien firmó como agente libre por cuatro años y 104 millones de dólares. El pívot Isaiah Hartenstein fue la otra incorporación destacada del equipo, mientras que Kemba Walker, Nerlens Noel y Alec Burks abandonaron Nueva York a través de traspasos. En febrero se hicieron con Josh Hart en un intercambio a cuatro bandas. Hart y Brunson fueron compañeros en el equipo de Villanova que se proclamó campeón de la NCAA en 2016. Los Knicks finalizaron quintos del Este ganando diez partidos más que el año anterior y se clasificaron para Playoffs por segunda vez en tres años. Ya en postemporada vencieron en primera ronda a los Cleveland Cavaliers (4-1), pero cayeron en semifinales de conferencia ante Miami Heat (2-4).
En el verano de 2023 los Knicks ficharon a Donte DiVincenzo, que también jugó en Villanova con Brunson y Hart. En diciembre, el equipo neoyorquino traspasó a R. J. Barrett e Immanuel Quickley a los Toronto Raptors a cambio de OG Anunoby, Precious Achiuwa y Malachi Flynn, y en febrero apuntaló la rotación adquiriendo a Bojan Bogdanović y Alec Burks en un traspaso en el que enviaron a Flynn, Evan Fournier, Quentin Grimes y Ryan Arcidiacono a los Detroit Pistons. Los New York Knicks lograron terminar la temporada 2023-24 con un balance de 50-32, su primera campaña de cincuenta victorias desde 2013. En primera ronda eliminaron a los Philadelphia 76ers por 4-2, pero en las semifinales acusaron las bajas y la fatiga y fueron eliminados en siete partidos por los Indiana Pacers.
Los Knicks protagonizaron dos operaciones sonadas durante la offseason de 2024. En julio adquirieron a Mikal Bridges y Keita Bates-Diop desde los Brooklyn Nets a cambio de Bojan Bogdanović, Shake Milton, Mamadi Diakite y cinco futuras elecciones de primera ronda de Draft y una de segunda. La incorporación de Bridges hubiera hecho que los Knicks formasen un cuarteto de jugadores campeones universitarios con los Wildcats de Villanova. Sin embargo, en octubre DiVincenzo fue traspasado junto a Julius Randle y Bates-Diop a los Minnesota Timberwolves a cambio de Karl-Anthony Towns.
El 17 de mayo de 2025 vencieron por 4-2 a los Boston Celtics en el Madison Square Garden, consiguiendo acceder a las finales de conferencia por primera vez en 25 años y enfrentando a los Indiana Pacers, último rival de los Playoffs 2000.

## Logos y Uniformes

### Etapa de Knickerbocker (1946-1964)
El primer logotipo de los Knicks de Nueva York fue un personaje llamado "Padre Knickerbocker" botando una pelota de baloncesto, con los colores emblemáticos de azul y naranja. Fue diseñado por el New York World-Telegram, dibujante Willard Mullin. Desde el principio, los uniformes de local de los Knicks son en blanco con el azul y el naranja, mientras que los uniformes de visitante están en azul con naranja y ribetes blancos. Los primeros uniformes contenían letras en azul monótono (local) y naranja (visitante)) letras, con la adición de un tablero de ajedrez durante mediados de 1950. Se Utilizó pantalón corto con cinturón durante este período.

### Etapa Roundball Classic (1964-1992)
Los Knicks introduciría un logo icónico que perduraría durante los próximos tres años. Diseñado por Bud Freeman, con la palabra 'Knicks' sobre una pelota de baloncesto marrón que se conoce como el' Logo Roundball Classic ', con cambios menores a lo largo de su vida útil, como ideograma granate y naranja del baloncesto. Un logo alternativo con el nombre del equipo completo dentro de una pelota de baloncesto de color naranja se utilizó durante los años 1960 y 1970. En la década de 1960, los Knicks comenzaron de nuevo actualizado sus uniformes. Esta vez, las letras en fuentes serif, y las letras azules y números en los uniformes de local estaban recortadas en color naranja, mientras que en los uniformes de visitante era en blanco monótono. Franjas laterales también fueron agregados al uniforme. El 'NY' monograma se sitúa en la pierna izquierda del pantalón.

### Época de Uniformes Championship (1968-79; 1983-97)
Los Knicks dieron a conocer un uniforme que se mantendría durante tres décadas. Este uniforme, con un arco de 'Nueva York' en letras serif y en naranja, sería el uniforme durante sus temporadas de 1970 y 1973 del campeonato, sin embargo no se introdujeron simultáneamente. Los uniformes locales se estrenarían en 1968, mientras que los uniformes de visitantes se estrenaron al año siguiente. Una característica notable es que el nombre del jugador se encontraba en letras de molde arco recto, que fue diseñado meticulosamente por Gerry Cosby y su compañía de artículos deportivos. El inusual acuerdo sobre el nombre del jugador posteriormente fue adoptado por varios equipos de la Major League Baseball en la década de 1970, y actualmente se usan en Detroit en la National Hockey League, los Detroit Red Wings y los Rangers de Nueva York. En los pantalones, no había ningún logotipo colocado durante gran parte de la década de 1970, pero durante la temporada 1978-79, las franjas laterales fueron eliminadas y el enclavamiento del logo 'NY' en el interior de una manzana fue colocada en su lugar. Cuando se restableció el uniforme para la temporada 1983-84, aparece el número del jugador y el logotipo de enclavamiento 'NY', además de la vuelta de las bandas laterales. El número en los pantalones fue eliminado en 1987, mientras que las variaciones de la 'Logo Roundball' sustituyeron el logotipo de 'Nueva York' de 1991-97. Desde la temporada 1991-92 proveedores de equipo diferentes, tales como Champion, Puma, Reebok y Adidas han hecho cargo de la producción uniforme de Cosby, mientras que los nombres de los jugadores volvieron a un arco radial y serifs añadido.

### Época Uniformes Maroon (1979-83)
A principios de la década de 1980 los Knicks cambiaron radicalmente sus uniformes. azul Royal y naranja fueron sustituidos por azul marino y granate. Durante este período, los uniformes destacaban el nombre del equipo por debajo del número, tanto en marrón con azul marino y estilizado.Los uniformes siguen contando con el nombre de la ciudad pero por debajo del número blanco y marrón.El logo con el enclavamiento 'NY' debutó en el pantalón, con la adición de barras y número de jugadores secundarios durante la temporada 1981-82.

### Época New Look (1992-2012)
Antes de la temporada 1992-93 los Knicks actualizadaron su 'Logo Roundball' a su forma actual, con la palabra 'Knicks' en una tipografía futurista, de nuevo superpuesta sobre una pelota de baloncesto, con un triángulo de plata acentuando la mirada. El logo "New Look" fue diseñado por Tom O'Grady.Para la temporada 1995-96, el nombre de la ciudad en un guion futurista se añadió sobre el logotipo, mientras que se introdujo el logotipo alternativo 'Token Subway' con el acrónimo NYK.El negro también se introdujo como un acento de color. El logotipo se añadió mientras los uniformes de la etapa 'Championship' todavía estaban en uso, pero durante la temporada 1995-96, los Knicks dieron a conocer un uniforme alterno azul, esta vez con franjas negras laterales y el logotipo de la citada "Subway Token" en los pantalones. Una versión de esta empresa, un uniforme blanco fue presentado para la temporada 1997-98. En la temporada 2001-02, las franjas laterales se redujeron, mientras que el logo 'Subway Token ' se trasladó a la parte posterior del uniforme, y el logo 'Knicks' primario pasó de un lado a la parte delantera de los pantalones cortos.

### Época Moderna (2011-presente)
Los Knicks actualizaron su logo 'New Look', esta vez eliminando el color negro del mismo. Siguieron utilizando el uniforme anterior durante la temporada 2011-12, pero para la temporada 2012-13, los Knicks dieron a conocer un nuevo uniforme inspirado en sus uniformes de la 'era del campeonato'. Se introdujo el texto 'New York' de forma más sutil, añadiendo la frase 'Once A Knick, Always a Knick' (una vez un Knick, siempre un Knick) en el cuello del uniforme. El gris se convirtió en el color predominante. Además, se introdujo una versión actualizada del logo de 1970 en el uniforme de visitante, esta vez con solo el nombre del equipo.

## Trayectoria
Nota: G: Partidos ganados; P:Partidos perdidos; %:porcentaje de victorias
| Temporada       | G    | P    | %    | Play-offs                                                                               | Resultado                                                                                  |
| --------------- | ---- | ---- | ---- | --------------------------------------------------------------------------------------- | ------------------------------------------------------------------------------------------ |
| New York Knicks |      |      |      |                                                                                         |                                                                                            |
| 1946–47         | 33   | 27   | .550 | Gana 1.ª ronda Pierde Finales Conferencia                                               | New York 2, Cleveland 1 Philadelphia 2, New York 0                                         |
| 1947–48         | 26   | 22   | .542 | Pierde 1.ª ronda                                                                        | Baltimore 2, New York 1                                                                    |
| 1948–49         | 32   | 28   | .533 | Gana 1.ª ronda Pierde Finales Conferencia                                               | New York 2, Baltimore 1 Washington 2, New York 1                                           |
| 1949–50         | 40   | 28   | .588 | Gana 1.ª ronda Pierde Finales Conferencia                                               | New York 2, Washington 0 Syracuse 2, New York 0                                            |
| 1950–51         | 36   | 30   | .545 | Gana 1.ª ronda Gana Finales Conferencia Pierde Finales NBA                              | New York 2, Boston 0 New York 3, Syracuse 2 Rochester 4, New York 3                        |
| 1951–52         | 37   | 29   | .561 | Gana 1.ª ronda Gana Finales Conferencia Pierde Finales NBA                              | New York 2, Boston 1 New York 3, Syracuse 1 Minneapolis 4, New York 3                      |
| 1952–53         | 47   | 23   | .671 | Gana 1.ª ronda Gana Finales Conferencia Pierde Finales NBA                              | New York 2, Baltimore 0 New York 3, Boston 1 Minneapolis 4, New York 1                     |
| 1953–54         | 44   | 28   | .611 | Round-Robin                                                                             | Syracuse 2, New York 0 Boston 2, New York 0                                                |
| 1954–55         | 38   | 34   | .528 | Pierde 1.ª ronda                                                                        | Boston 2, New York 1                                                                       |
| 1955–56         | 35   | 37   | .486 | Pierde 1.ª ronda                                                                        | Syracuse 1, New York 0                                                                     |
| 1956–57         | 36   | 36   | .500 |                                                                                         |                                                                                            |
| 1957–58         | 35   | 37   | .486 |                                                                                         |                                                                                            |
| 1958–59         | 40   | 32   | .556 | Pierde 1.ª ronda                                                                        | Syracuse 2, New York 0                                                                     |
| 1959–60         | 27   | 48   | .360 |                                                                                         |                                                                                            |
| 1960–61         | 21   | 58   | .266 |                                                                                         |                                                                                            |
| 1961–62         | 29   | 51   | .363 |                                                                                         |                                                                                            |
| 1962–63         | 21   | 59   | .263 |                                                                                         |                                                                                            |
| 1963–64         | 22   | 58   | .275 |                                                                                         |                                                                                            |
| 1964–65         | 31   | 49   | .388 |                                                                                         |                                                                                            |
| 1965–66         | 30   | 50   | .375 |                                                                                         |                                                                                            |
| 1966–67         | 36   | 45   | .444 | Pierde 1.ª ronda                                                                        | Boston 3, New York 1                                                                       |
| 1967–68         | 43   | 39   | .524 | Pierde 1.ª ronda                                                                        | Philadelphia 4, New York 2                                                                 |
| 1968–69         | 54   | 28   | .659 | Gana 1.ª ronda Pierde Finales Conferencia                                               | New York 4, Baltimore 0 Boston 4, New York 2                                               |
| 1969–70         | 60   | 22   | .732 | Gana 1.ª ronda Gana Finales Conferencia Gana Finales NBA                                | New York 4, Baltimore 3 New York 4, Milwaukee 1 New York 4, Los Angeles 3                  |
| 1970–71         | 52   | 30   | .634 | Gana 1.ª ronda Pierde Finales Conferencia                                               | New York 4, Atlanta 1 Baltimore 4, New York 3                                              |
| 1971–72         | 48   | 34   | .585 | Gana 1.ª ronda Gana Finales Conferencia Pierde Finales NBA                              | New York 4, Baltimore 2 New York 4, Boston 1 Los Angeles 4, New York 1                     |
| 1972–73         | 57   | 25   | .695 | Gana 1.ª ronda Gana Finales Conferencia Gana Finales NBA                                | New York 4, Baltimore 1 New York 4, Boston 3 New York 4, Los Angeles 1                     |
| 1973–74         | 49   | 33   | .598 | Gana 1.ª ronda Pierde Finales Conferencia                                               | New York 4, Capital 3 Boston 4, New York 1                                                 |
| 1974–75         | 40   | 42   | .488 | Pierde 1.ª ronda                                                                        | Houston 2, Boston 1                                                                        |
| 1975–76         | 38   | 44   | .463 |                                                                                         |                                                                                            |
| 1976–77         | 40   | 42   | .488 |                                                                                         |                                                                                            |
| 1977–78         | 43   | 39   | .524 | Gana 1.ª ronda Pierde Semifinales Conferencia                                           | New York 2, Cleveland 0 Philadelphia 4, New York 0                                         |
| 1978–79         | 31   | 51   | .378 |                                                                                         |                                                                                            |
| 1979–80         | 39   | 43   | .476 |                                                                                         |                                                                                            |
| 1980–81         | 50   | 32   | .610 | Pierde 1.ª ronda                                                                        | Chicago 2, New York 0                                                                      |
| 1981–82         | 33   | 49   | .402 |                                                                                         |                                                                                            |
| 1982–83         | 44   | 38   | .537 | Gana 1.ª ronda Pierde Semifinales Conferencia                                           | New York 2, New Jersey 0 Philadelphia 4, New York 0                                        |
| 1983–84         | 47   | 35   | .537 | Gana 1.ª ronda Pierde Semifinales Conferencia                                           | New York 3, Detroit 2 Boston 4, New York 3                                                 |
| 1984–85         | 24   | 58   | .293 |                                                                                         |                                                                                            |
| 1985–86         | 23   | 59   | .280 |                                                                                         |                                                                                            |
| 1986–87         | 24   | 58   | .293 |                                                                                         |                                                                                            |
| 1987–88         | 38   | 44   | .463 | Pierde 1.ª ronda                                                                        | Boston 3, New York 1                                                                       |
| 1988–89         | 52   | 30   | .634 | Gana 1.ª ronda Pierde Semifinales Conferencia                                           | New York 3, Philadelphia 0 Chicago 4, New York 2                                           |
| 1989–90         | 45   | 37   | .549 | Gana 1.ª ronda Pierde Semifinales Conferencia                                           | New York 3, Boston 2 Detroit 4, New York 1                                                 |
| 1990–91         | 39   | 43   | .476 | Pierde 1.ª ronda                                                                        | Chicago 3, New York 0                                                                      |
| 1991–92         | 51   | 31   | .622 | Gana 1.ª ronda Pierde Semifinales Conferencia                                           | New York 3, Detroit 2 Chicago 4, New York 3                                                |
| 1992–93         | 60   | 22   | .732 | Gana 1.ª ronda Gana Semifinales Conferencia Pierde Finales Conferencia                  | New York 3, Indiana 1 New York 4, Charlotte 1 Chicago 4, New York 2                        |
| 1993–94         | 57   | 25   | .695 | Gana 1.ª ronda Gana Semifinales Conferencia Gana Finales Conferencia Pierde Finales NBA | New York 3, New Jersey 1 New York 4, Chicago 3 New York 4, Indiana 3 Houston 4, New York 3 |
| 1994–95         | 55   | 27   | .671 | Gana 1.ª ronda Pierde Semifinales Conferencia                                           | New York 3, Cleveland 1 Indiana 4, New York 3                                              |
| 1995–96         | 47   | 35   | .573 | Gana 1.ª ronda Pierde Semifinales Conferencia                                           | New York 3, Cleveland 0 Chicago 4, New York 1                                              |
| 1996–97         | 57   | 25   | .695 | Gana 1.ª ronda Pierde Semifinales Conferencia                                           | New York 3, Charlotte 0 Miami 4, New York 3                                                |
| 1997–98         | 43   | 39   | .524 | Gana 1.ª ronda Pierde Semifinales Conferencia                                           | New York 3, Miami 2 Indiana 4, New York 1                                                  |
| 1998–99         | 27   | 23   | .540 | Gana 1.ª ronda Gana Semifinales Conferencia Gana Finales Conferencia Pierde Finales NBA | New York 3, Miami 2 New York 4, Atlanta 0 New York 4, Indiana 2 San Antonio 4, New York 1  |
| 1999–00         | 50   | 32   | .610 | Gana 1.ª ronda Gana Semifinales Conferencia Pierde Finales Conferencia                  | New York 3, Toronto 0 New York 4, Miami 3 Indiana 4, New York 2                            |
| 2000–01         | 48   | 34   | .585 | Pierde 1.ª ronda                                                                        | Toronto 3, New York 2                                                                      |
| 2001–02         | 30   | 52   | .366 |                                                                                         |                                                                                            |
| 2002–03         | 37   | 45   | .451 |                                                                                         |                                                                                            |
| 2003–04         | 39   | 43   | .476 | Pierde 1.ª ronda                                                                        | New Jersey 4, New York 0                                                                   |
| 2004–05         | 33   | 49   | .402 |                                                                                         |                                                                                            |
| 2005–06         | 23   | 59   | .280 |                                                                                         |                                                                                            |
| 2006-07         | 33   | 49   | .402 |                                                                                         |                                                                                            |
| 2007-08         | 23   | 59   | .280 |                                                                                         |                                                                                            |
| 2008-09         | 32   | 50   | .390 |                                                                                         |                                                                                            |
| 2009-10         | 29   | 53   | .354 |                                                                                         |                                                                                            |
| 2010-11         | 42   | 40   | .512 | Pierde 1.ª ronda                                                                        | Boston 4, New York 0                                                                       |
| 2011-12         | 36   | 30   | .545 | Pierde 1.ª ronda                                                                        | Miami 4, New York 1                                                                        |
| 2012-13         | 54   | 28   | .659 | Gana 1.ª ronda Pierde Semifinales Conferencia                                           | New York 4, Boston 2 Indiana 4, New York 2                                                 |
| 2013-14         | 37   | 45   | .451 |                                                                                         |                                                                                            |
| 2014-15         | 17   | 65   | .207 |                                                                                         |                                                                                            |
| 2015-16         | 32   | 50   | .390 |                                                                                         |                                                                                            |
| 2016-17         | 31   | 51   | .378 |                                                                                         |                                                                                            |
| 2017-18         | 29   | 53   | .354 |                                                                                         |                                                                                            |
| 2018-19         | 17   | 65   | .207 |                                                                                         |                                                                                            |
| 2019-20         | 21   | 45   | .318 |                                                                                         |                                                                                            |
| 2020-21         | 41   | 31   | .569 | Pierde 1.ª ronda                                                                        | Atlanta 4, New York 1                                                                      |
| 2021-22         | 37   | 45   | .451 |                                                                                         |                                                                                            |
| 2022-23         | 47   | 35   | .573 | Gana 1.ª ronda Pierde Semifinales Conferencia                                           | New York 4, Cleveland 1 Miami 4, New York 2                                                |
| 2023-24         | 50   | 32   | .610 | Gana 1.ª ronda Pierde Semifinales Conferencia                                           | New York 4, Philadelphia 2 Indiana 4, New York 3                                           |
| 2024-25         | 51   | 31   | .621 | Gana 1.ª ronda Gana Semifinales Conferencia Pierde Finales Conferencia                  | New York 4, Detroit 2 New York 4, Boston 2 Indiana 4, New York 2                           |
| Totales         | 3025 | 3162 | .489 |                                                                                         |                                                                                            |
| Playoffs        | 210  | 212  | .498 | 2 Campeonatos                                                                           | 2 Campeonatos                                                                              |

## Jugadores

### Miembros delBasketball Hall of Fame
Son 23 jugadores, 6 entrenadores y un contribuyente:
| New York Knicks Basketball Hall of Famers | New York Knicks Basketball Hall of Famers | New York Knicks Basketball Hall of Famers | New York Knicks Basketball Hall of Famers | New York Knicks Basketball Hall of Famers | New York Knicks Basketball Hall of Famers | New York Knicks Basketball Hall of Famers | New York Knicks Basketball Hall of Famers | New York Knicks Basketball Hall of Famers | New York Knicks Basketball Hall of Famers |
| Jugadores                                 | Jugadores                                 | Jugadores                                 | Jugadores                                 | Jugadores                                 | Jugadores                                 | Jugadores                                 | Jugadores                                 | Jugadores                                 | Jugadores                                 |
| N.º                                       | Nombre                                    | Posición                                  | Periodo                                   | Año                                       | N.º                                       | Nombre                                    | Posición                                  | Periodo                                   | Año                                       |
| ----------------------------------------- | ----------------------------------------- | ----------------------------------------- | ----------------------------------------- | ----------------------------------------- | ----------------------------------------- | ----------------------------------------- | ----------------------------------------- | ----------------------------------------- | ----------------------------------------- |
| 6                                         | Tom Gola                                  | B/A                                       | 1962–1966                                 | 1976                                      | 32                                        | Jerry Lucas 3                             | P                                         | 1971–1974                                 | 1980                                      |
| 7                                         | Slater Martin                             | B                                         | 1956                                      | 1982                                      | 19                                        | Willis Reed                               | P                                         | 1964–1974                                 | 1982                                      |
| 24                                        | Bill Bradley                              | A/E                                       | 1967–1977                                 | 1982                                      | 22                                        | Dave DeBusschere                          | AP                                        | 1969–1974                                 | 1983                                      |
| 10                                        | Walt Frazier                              | B                                         | 1967–1977                                 | 1987                                      | 15                                        | Earl Monroe                               | B                                         | 1972–1980                                 | 1990                                      |
| 11                                        | Harry Gallatin 6                          | A/P                                       | 1948–1957                                 | 1991                                      | 15                                        | Dick McGuire                              | B                                         | 1949–1957                                 | 1993                                      |
| 8                                         | Walt Bellamy 4                            | P                                         | 1965–1968                                 | 1993                                      | 11                                        | Bob McAdoo                                | A/P                                       | 1976–1979                                 | 2000                                      |
| 33                                        | Patrick Ewing 1                           | P                                         | 1985–2000                                 | 2008                                      | 9                                         | Richie Guerin                             | B                                         | 1956–1963                                 | 2013                                      |
| 30                                        | Bernard King                              | A                                         | 1982–1987                                 | 2013                                      | 8 19                                      | Nathaniel Clifton                         | AP                                        | 1950–1956                                 | 2014                                      |
| 42                                        | Spencer Haywood                           | AP/P                                      | 1975–1979                                 | 2015                                      | 55                                        | Dikembe Mutombo                           | P                                         | 2003–2004                                 | 2015                                      |
| 3                                         | Tracy McGrady                             | B/A                                       | 2010                                      | 2017                                      | 1                                         | Maurice Cheeks                            | B                                         | 1990–1991                                 | 2018                                      |
| 5                                         | Jason Kidd                                | B                                         | 2012–2013                                 | 2018                                      | 4                                         | Carl Braun 7                              | B                                         | 1947–1950 1952–1961                       | 2019                                      |
| 44                                        | Paul Westphal                             | B                                         | 1981–1983                                 | 2019                                      |                                           |                                           |                                           |                                           |                                           |
| Entrenadores                              |                                           |                                           |                                           |                                           |                                           |                                           |                                           |                                           |                                           |
| Nombre                                    | Nombre                                    | Posición                                  | Periodo                                   | Año                                       | Nombre                                    | Nombre                                    | Posición                                  | Periodo                                   | Año                                       |
| 613                                       | Red Holzman                               | Entrenador                                | 1967–1977 1978–1982                       | 1986                                      | Lenny Wilkens 2                           | Lenny Wilkens 2                           | Entrenador                                | 2004–2005                                 | 1998                                      |
| Larry Brown                               | Larry Brown                               | Entrenador                                | 2005–2006                                 | 2002                                      | Pat Riley                                 | Pat Riley                                 | Entrenador                                | 1991–1995                                 | 2008                                      |
| Don Nelson                                | Don Nelson                                | Entrenador                                | 1995–1996                                 | 2012                                      | Rick Pitino 5                             | Rick Pitino 5                             | Entrenador                                | 1987–1989                                 | 2013                                      |
| Contribuyentes                            |                                           |                                           |                                           |                                           |                                           |                                           |                                           |                                           |                                           |
| Nombre                                    | Nombre                                    | Posición                                  | Periodo                                   | Año                                       |                                           |                                           |                                           |                                           |                                           |
| Hubie Brown                               | Hubie Brown                               | Entrenador                                | 1982–1986                                 | 2005                                      |                                           |                                           |                                           |                                           |                                           |

Notes:
- 1 En total, Ewing ha sido iniciado en el Hall of Fame en dos ocasiones – como jugador y como miembro del equipo olímpico de 1992.
- 2 En total, Wilkens ha sido iniciado en el Hall of Fame en dos ocasiones – como jugador y como miembro del equipo olímpico de 1992.
- 3 En total, Lucas ha sido iniciado en el Hall of Fame en dos ocasiones – como jugador y como miembro del equipo olímpico de 1960.
- 4 En total, Bellamy ha sido iniciado en el Hall of Fame en dos ocasiones – como jugador y como miembro del equipo olímpico de 1960.
- 5 También ejerció como entrenador asistente (1983–1985).
- 6 También ejerció como entrenador (1965–1966).
- 7 También ejerció como entrenador (1959–1961).

### Números retirados
Los Knicks han retirado nueve números:
| Números retirados por los New York Knicks |                  |        |                     |                         |
| N.º                                       | Jugador          | Puesto | Periodo             | Fecha                   |
| 10                                        | Walt Frazier 1   | B      | 1967–1977           | 15 de diciembre de 1979 |
| 12                                        | Dick Barnett     | B      | 1965–1974           | 10 de marzo de 1990     |
| 15 5                                      | Earl Monroe      | B      | 1972–1980           | 1 de marzo de 1986      |
| 15 5                                      | Dick McGuire 2   | B      | 1949–1957           | 14 de marzo de 1992     |
| 19                                        | Willis Reed 3    | P      | 1964–1974           | 21 de octubre de 1976   |
| 22                                        | Dave DeBusschere | A      | 1969–1974           | 24 de marzo de 1981     |
| 24                                        | Bill Bradley     | A      | 1967–1977           | 18 de febrero de 1984   |
| 33                                        | Patrick Ewing    | P      | 1985–2000           | 28 de febrero de 2003   |
| 613                                       | Red Holzman 4    | —      | 1967–1977 1978–1982 | 10 de marzo de 1990     |

Notes:
- 1 También fue comentarista.
- 2 También ejerció como entrenador (1965–1968) y como director de ojeadores.
- 3 También ejerció como entrenador (1977–1978).
- 4 Como entrenador; el número representa sus 613 victorias entrenando a los Knicks.
- 5 Número retirado dos veces, primero por Monroe y seis años más tarde por McGuire.[85]

## Gestión
| \| GM \| Periodo \| \| ---------------- \| --------- \| \| Ned Irish \| 1946–1957 \| \| Fred Podesta \| 1957–1960 \| \| Vince Boryla \| 1960–1961 \| \| Fred Podesta \| 1961–1965 \| \| Eddie Donovan \| 1965–1970 \| \| Red Holzman \| 1970–1975 \| \| Eddie Donovan \| 1975–1982 \| \| Dave DeBusschere \| 1982–1986 \| \| Gordon Stirling \| 1986–1987 \| \| Al Bianchi \| 1987–1991 \| \| Dave Checketts \| 1991–1991 \| \| Ernie Grunfeld \| 1991–1999 \| \| Dave Checketts \| 1999–1999 \| \| Scott Layden \| 1999–2003 \| \| Isiah Thomas \| 2003–2008 \| \| Donnie Walsh \| 2008–2011 \| \| Glen Grunwald \| 2011–2013 \| \| Steve Mills \| 2013–2014 \| \| Phil Jackson \| 2014–2017 \| \| Steve Mills \| 2017–2020 \| \| Scott Perry \| 2020 \| \| Leon Rose \| 2020–2021 \| \| Scott Perry \| 2021-2023 \| | - Madison Square Garden Corporation: 1946-1977 - Gulf+Western y Paramount Communications: 1977-1994 - Viacom: 1994 - ITT Corporation y Cablevision: 1994-1997 - Cablevision: 1997-2010 - The Madison Square Garden Company: 2010-actual - Drew Modrov: 1937-1945 - Ned Irish: 1946–1974 - Mike Burke: 1974–1982 - John Krumpe: 1982–1986 - Richard Evans: 1986–1991 - Dave Checketts: 1991–1996 - Ernie Grunfeld: 1996–1999 - Dave Checketts: 1999–2001 - Scott Layden: 2001–2004 - Isiah Thomas: 2004–2008 - Donnie Walsh: 2008–2011 - Glen Grunwald: 2011-2013 - Steve Mills: 2013-2014 - Phil Jackson: 2014-2017 - Steve Mills: 2017-2020 - Leon Rose: 2020-presente |
| GM | Periodo |
| Ned Irish | 1946–1957 |
| Fred Podesta | 1957–1960 |
| Vince Boryla | 1960–1961 |
| Fred Podesta | 1961–1965 |
| Eddie Donovan | 1965–1970 |
| Red Holzman | 1970–1975 |
| Eddie Donovan | 1975–1982 |
| Dave DeBusschere | 1982–1986 |
| Gordon Stirling | 1986–1987 |
| Al Bianchi | 1987–1991 |
| Dave Checketts | 1991–1991 |
| Ernie Grunfeld | 1991–1999 |
| Dave Checketts | 1999–1999 |
| Scott Layden | 1999–2003 |
| Isiah Thomas | 2003–2008 |
| Donnie Walsh | 2008–2011 |
| Glen Grunwald | 2011–2013 |
| Steve Mills | 2013–2014 |
| Phil Jackson | 2014–2017 |
| Steve Mills | 2017–2020 |
| Scott Perry | 2020 |
| Leon Rose | 2020–2021 |
| Scott Perry | 2021-2023 |

## Premios
| MVP de la temporada - Willis Reed - 1970 MVP de las Finales - Willis Reed - 1970, 1973 Rookie del Año - Willis Reed - 1965 - Patrick Ewing - 1986 - Mark Jackson - 1988 Mejor Defensor - Tyson Chandler - 2012 Mejor Sexto Hombre - Anthony Mason - 1995 - John Starks - 1997 - J.R. Smith - 2013 Mejor Entrenador del Año - Red Holzman - 1970 - Pat Riley - 1993 - Tom Thibodeau - 2021 Clutch Player of the Year - Jalen Brunson - 2025 Jugador más Deportivo - Jason Kidd - 2013 Jugador más Mejorado - Julius Randle - 2021 Mejor Ciudadano - Mike Glenn - 1981 - Rory Sparrow - 1986 | Mejor Quinteto de la Temporada - Harry Gallatin - 1954 - Walt Frazier - 1970, 1972, 1974, 1975 - Willis Reed - 1970 - Bernard King - 1984 - Patrick Ewing - 1990 Segundo Mejor Quinteto de la Temporada - Carl Braun - 1948, 1954 - Dick McGuire - 1951 - Harry Gallatin - 1955 - Richie Guerin - 1959, 1960, 1962 - Willis Reed - 1967, 1968, 1969, 1971 - Walt Frazier - 1971, 1973 - Patrick Ewing - 1988, 1989, 1991, 1992, 1993, 1997 - Amar'e Stoudemire - 2011 - Carmelo Anthony - 2013 - Julius Randle - 2021 - Jalen Brunson - 2024 Tercer Mejor Quinteto de la Temporada - Carmelo Anthony – 2012 - Tyson Chandler – 2012 - Julius Randle - 2023 Mejor Quinteto Defensivo - Dave DeBusschere - 1969, 1970, 1971, 1972, 1973, 1974 - Walt Frazier - 1969, 1970, 1971, 1972, 1973, 1974, 1975 - Willis Reed - 1970 - Micheal Ray Richardson - 1981 - Charles Oakley - 1994 - Tyson Chandler - 2013 Segundo Mejor Quinteto Defensivo - Patrick Ewing - 1988, 1989, 1992 - John Starks - 1993 - Charles Oakley - 1998 - Tyson Chandler - 2012 | Mejor Quinteto de Rookies - Art Heyman - 1964 - Willis Reed - 1965 - Jim Barnes - 1965 - Howard Komives - 1965 - Dick Van Arsdale - 1966 - Cazzie Russell - 1967 - Walt Frazier - 1968 - Phil Jackson - 1968 - Bill Cartwright - 1980 - Darrell Walker - 1984 - Patrick Ewing - 1986 - Mark Jackson - 1988 - Channing Frye - 2006 - Landry Fields - 2011 - Iman Shumpert - 2012 - Kristaps Porziņģis - 2016 - Willy Hernangómez - 2017 Segundo Mejor Quinteto de Rookies - Rod Strickland - 1989 - Immanuel Quickley - 2021 |